# 忌野清志郎
忌野 清志郎（いまわの きよしろう、1951年4月2日 - 2009年5月2日）は、日本のロックミュージシャン、俳優。本名、栗原 清志（くりはら きよし）。
RCサクセションを筆頭に、忌野清志郎 & 2・3'S、忌野清志郎 Little Screaming Revue、ラフィータフィーなどのバンドを率い、ソウル・ブルースを下地にしたロックサウンドを展開。そのステージ上における圧倒的な存在感と、1983年に発表されたRCサクセションのライブアルバム「THE KING OF LIVE」の印象から、ザ・キング・オブ・ロックの異名を取った。
長女は消しゴムハンコ作家の百世、アニメ監督の西久保瑞穂は従弟、声優の水谷優子は従弟の妻にあたる。

## 経歴

### 少年時代からバンドデビューまで
東京都中野区出身、国分寺市富士本育ち。みふじ幼稚園を経て国分寺市立第二小学校、国分寺市立第三中学校に通う。小学生時代は漫画に熱中し、自作の漫画を近所に住んでいた吉田竜夫に見てもらったこともあった。清志郎の母親の最初の夫（清志郎の実の父親ではない）は結婚して間もなく戦死しており、母親はのちに再婚して清志郎を生んだが、清志郎が3歳の時に33歳で亡くなった。その後、清志郎は母親の姉である伯母夫婦に養子として引き取られた（2014年5月2日放送のNHK「ラストデイズ」より）。事実を打ち明けられたのは高校生の時で、実母の顔を知ったのは37歳の時である。中学校時代にエレキブームに刺激を受け、ベンチャーズなどのカバーバンド「No Names」を結成、音楽活動を始める。
1966年初頭、フォークブームに刺激を受け、同級生でバンド仲間だった小林和生（のちの林小和生）、桶田賢一（のちの破廉ケンチ）と共に「The Clover」を結成する。
東京都立日野高等学校に進学。学校に馴染めず、かと言って不良でもなく、物静かな少年であと何日休んだら単位が落ちるかを計算して、サボれるだけサボッていた。「トランジスタ・ラジオ」の中に授業をサボッて屋上でタバコを吸っているという歌詞があるが、これは清志郎の実体験である（2014年5月2日放送のNHK「ラストデイズ」より）。同級生に三浦友和がいる。高校時代、清志郎はサイケデリック・ミュージックの流れでビートルズやザ・バンドを聞き込んでいたが、ジョン・リー・フッカー好きの友人の影響で、ブルースに傾倒するようになる。その後、バンドの解散/再編（The Clover→「The Remainders of The Clover」→「The Remainders of The Clover Succession」）を繰り返す。
1968年、「R.C.サクセション」結成。
1970年、フォークグループRCサクセションとしてシングル「宝くじは買わない」でデビュー。
「忌野」という芸名は、テレビアニメ「マイティ・ハーキュリー」で悪役「鉄仮面」登場シーンにおいて、「あの忌まわしい鉄仮面」というナレーションを幼少期に「カッコイイ言葉だな」と感じ、「今わの際」という日本語と掛け合わせて「忌野」と命名した（1995年にゲスト出演した関西テレビ「ノックは無用!」より）。なお、日本に「忌野」という苗字は実在せず、「忌」の字が含まれる苗字は「忌部（いんべ）」しか存在しない。
1972年、シングル「ぼくの好きな先生」がスマッシュヒットしたものの後が続かず、また事務所関係のトラブルが発生したこともあり、長期にわたってバンド活動は低迷する。
その間、清志郎は井上陽水との共作「帰れない二人」「待ちぼうけ」（共に『氷の世界』収録）、かぐや姫への作詞提供「あの唄が想い出せない」（『はじめまして』収録） などの印税で糊口を凌いだ。

### バンド全盛期からソロ活動まで
1976年、事務所を「ホリプロ」から「りぼん」に移籍。スタジオミュージシャンを大々的に起用したアルバム『シングル・マン』を発表。以降、徐々にロックバンド化（俗に「エレキ化」と言われる）。
1977年からメンバーの脱退・加入を繰り返しながら、精力的なライブ活動を展開。また、この時期のいくつかのライブでは「栗原清志とオールスターズ」の名義を使っている。
1978年半ば頃から徐々にライブハウスでの人気が出始め、この時期からT.Rexのマーク・ボランやデヴィッド・ボウイなどのグラムロック一派やミック・ジャガーの影響でメイクを始め、またパンク・ファッションの影響でパンクヘアにカットしたことから、独特の奇抜な風貌になる。
1979年には音楽ライターの吉見佑子が『シングル・マン』再発実行委員会を組織するなど、音楽的に評価する空気が高まる。
1980年のシングル「雨あがりの夜空に」「トランジスタ・ラジオ」、アルバム『RHAPSODY』のヒットで、YMOの坂本龍一と並び、RCサクセションの忌野清志郎はメディアの寵児として取り上げられることになった。また、同年の一橋大学の学園祭ライブでは平沢進が率いたニューウェイブ・テクノポップバンド「P-MODEL」と対バンを行った。
1982年、坂本龍一と組んでシングル「い・け・な・いルージュマジック」を発表。これ以降、RCサクセションとしての活動のかたわら、数多くのユニットでも活動。
1983年、ハードスケジュールなどがたたって肝臓を病むが、東洋医学などの文献を読み漁り家庭治療を実践し、奇跡的に完治している。
1984年、この時期の事務所の対応に不満を募らせ事務所「りぼん」から独立。
1985年、RCサクセションの事務所「うむ」を設立するが、このころからRCサクセション内でも各メンバーのソロ活動が活発化し、バンドの活動は停滞。この時期、清志郎はライブ・エイドの日本放送版に「DANGER」で出演したり、『Merry Xmas Show』に出演したりなどした。
1987年、初のソロアルバム『RAZOR SHARP』を発表。
1988年、RCサクセションのアルバム『COVERS』の発売中止騒動を受けて、清志郎とよく似たZERRYという人物がザ・タイマーズを結成し、アン・ルイスのライブに飛び入り。以降、様々なミュージシャンのライブ・イベントライブに乱入を繰り返す。養父が亡くなり、長男が生まれ、結婚する。
忌野がTEARDROPSに作詞提供&コーラス参加した「谷間のうた」がFM東京で放送禁止になったことを受け、アルバム『THE TIMERS』のプロモーションで生放送の「ヒットスタジオR&N」（フジテレビ）に1989年10月に出演したザ・タイマーズが、その中の一曲を放送禁止用語を交えてFM東京を罵倒する歌へと番組に無断で差し替え、放送禁止用語を連発したことが話題となった。
1990年4月、忌野清志郎、三宅伸治、坂本冬美で「SMI」と称して共演。1990年9月、アルバム『Baby a Go Go』発売し、それに付随するツアーの最終日の武道館公演（12月25日）
1991年、RCサクセションは無期限活動休止を表明。RCサクセションの事務所「うむ」も解散したため、清志郎は個人事務所「ベイビィズ」を設立。同1991年に細野晴臣・坂本冬美とHISを結成。
1994年、プライベートスタジオ「ロックンロール研究所」を設立する。一方で俳優としての活動も始める。同年、映画『119』に音楽監督として参加し、翌1995年の第18回日本アカデミー賞で最優秀音楽賞を受賞。
この時期、清志郎と良く似たZERRYという人物が率いるザ・タイマーズが活動を再開。彼らのレコ倫を通らない楽曲を発表させるために、インディーズレーベル「SWIM RECORDS」を設立。
1996年、テレビドラマ『ギフト』に、情報を提供する"犯罪マニア"役として出演。後に交流をもつようになる木村拓哉と共演し話題となる。
1999年、「忌野清志郎 Little Screaming Revue」のアルバム『冬の十字架』、翌年に「ラフィータフィー」のアルバム『夏の十字架』が三度発売中止騒動に巻き込まれるなどトラブルを数多く抱えるなか、デビュー30周年記念のトリビュートコンサート「RESPECT!」を日本武道館で開催し、多くのミュージシャンが清志郎（およびRCサクセション）の楽曲を演奏した。
2000年、サイクリングにはまり、ラフィータフィーのメンバーを勧誘してチームLSD（Long Slow Distance）を結成。以降、ツアー間の移動に自転車を使ったり、奥の細道自転車ツアーやホノルル・センチュリーライドなど数多くの長距離サイクリングにも挑戦した。
2001年、中学時代の同級生に自転車の専門誌『サイクルスポーツ』の編集長がいたことから、そのつてでプロ仕様の自転車（特注）を入手。
2004年、サイクリング中に落車して左の鎖骨を骨折という事故を起こす。
2005年、愛車「オレンジ号」の盗難（のちに発見）という災難に遭う。しかし、生涯自転車熱が冷めることはなかった。

### 晩年
2006年5月、メンフィスでアルバム『夢助』（10月発売）をレコーディングして帰国。同年7月13日、公式ウェブサイト「地味変」にて喉頭癌で入院することを発表し、すべての音楽活動を休止する。
癌の摘出をすると声が出なくなると宣告されたことから、放射線や抗癌剤での完治を図り、入院後2週間で代替医療へと治療法を変更した。これは、がんセンターでの現代医学的な治療計画では胃に穴を開けての流動食生活となることを余儀なくされ、これに伴い唾液腺が消滅し、唾液が出ないためステージで歌うのは困難になると言われたことからである。
2007年1月、石田長生のライブにシークレットゲストとして出演して以降、徐々に活動を再開した。
2008年2月10日、日本武道館にて『忌野清志郎 完全復活祭』を開催し、本格的に活動を再開する。しかし同年7月14日、公式ウェブサイト「地味変」にて左腸骨への癌の転移を発表し、再びライブ活動を休止。通院して治療を行う一方で、楽曲提供や他ミュージシャンのレコーディング参加、ライブへの飛び入り参加などを続けていた。
ほぼ同時期に、マラソンとヨットで世界1周する『アースマラソン』に挑戦する親友の間寛平への応援歌を描き下ろし自身の作品としては2年ぶりにレコーディングを行い、Booker T. & THE MG'sのライブに飛び入りする。
2009年、FM802のキャンペーンソング「Oh! RADIO」を書き上げた2月以降に体調が悪化。当初は同曲を歌うユニット「RADIO SOUL 20」に参加する予定だったが、体調不良でキャンセルして東京都内の病院に入院。その後、病床で3月にファンに向けてデビュー39年記念イラスト「39!BABY」を書き上げ、これが最期のメッセージとなった。

### 死去、葬儀
2009年5月1日午後に容態が急変し、2日午前0時51分に癌性リンパ管症のため死去した。58歳没。家族の他、容態急変の報を聞いて病院に駆けつけた盟友の仲井戸麗市らが清志郎の最期を看取った。清志郎の愛弟子の三宅伸治も容態が急変した1日に約20分間見舞ったことを8日付の自身のブログに記している。アースマラソンをしていた間寛平はカンザスでこの訃報を受け、ショックのあまりに泣き崩れた。4日、関係者のみの密葬が無宗教の献花形式で行われた。9日、青山葬儀所でファンなどを対象にしたロック葬『忌野清志郎 AOYAMA ROCK'N ROLL SHOW』が行われ、弔問数は4万3000人に及び、竹中直人、甲本ヒロト、大竹しのぶらが弔辞を読んだ。戒名は芸名そのままの「忌野清志郎」で、遺影は遺族の意向で「栗原清志」として笑顔で写ったプライベートパーティのものが使われた。墓は高尾霊園高乗寺にあり、一周忌を前にした2010年4月に建立された。
命日の5月2日は「忌野忌（いまわのき）」としてファンイベントなどが開催されている。

## 人物

### 音楽性
共通語（標準語）のイントネーションにこだわった楽曲制作が特徴。曲先であっても、イントネーションに納得がいかなければ、その修正のために元のメロディーを変更する手法をとった。また、促音を強調（日本語における抑揚を強調）した発声法を1970年代半ばから続けていた。日本語を明瞭に歌うスタイルは、のちに甲本ヒロト、真島昌利（共にザ・クロマニヨンズ）、どんと（BO GUMBOS）、水戸華之介（アンジー）、宮田和弥 (JUN SKY WALKER(S))、中川敬（ソウル・フラワー・ユニオン）、YO-KING（真心ブラザーズ）、宮本浩次（エレファントカシマシ）、トータス松本（ウルフルズ）、佐藤伸治（フィッシュマンズ）など数多くのフォロワーを生む。
主なサウンドのルーツはいずれも日本で人気のあった1960年代中期のロック（ビートルズ、ベンチャーズなど）、1960年代のフォーク（ブラザーズ・フォア、ピーター・ポール・アンド・マリーなど）、そのほかオーティス・レディングを筆頭としたソウル・ブルース系のミュージシャンなど。彼らをオマージュした楽曲を数多く発表している。ライブではジェイムス・ブラウンのマントショーを再現することもしばしばあった。
前述した促音強調のきっかけは、オーティスの「ガッタ、ガッタ」シャウトや、「愛しあってるかい？」のフレーズがオーティスによるMCからの意訳だったりと、彼の影響が非常に強い。清志郎自身は最も影響を受けたミュージシャンの一人としてオーティスを挙げている。1991年にはスティーブ・クロッパープロデュースにてアルバム『Memphis』を制作、翌1992年にはBooker T. & THE MG's（元オーティスのバックバンド）とツアーを行った。2006年にはオーティスの足跡を辿るドキュメンタリー番組をきっかけにスティーブと再会し、彼のプロデュースによるアルバム『夢助』を制作した。
RCサクセションの停滞期、複雑なコード進行の曲ばかり制作してしまうという反省から、シンプルなコード進行ながらロックのダイナミズムを持つローリング・ストーンズの楽曲研究を重ねた。のちに『RHAPSODY』で結実。RCサクセションのロックバンド化と並行した作業だったゆえ、当時のライブパフォーマンスなどにも強い影響を及ぼした。
歌詞の転機は少なくとも
- 「雨あがりの夜空に」を書いたとき（当時の事務所には下ネタをオブラートに包まず発言する人物が多く、彼らの影響を受けた）。
- 「サマータイムブルース」を書いたとき（清志郎の父親［当時すでに故人］の誕生日にチェルノブイリ原子力発電所事故が発生したことから反原発の歌詞を書いた）。
- 『COVERS』制作のとき（母親の遺品整理の際にみつけた第二次世界大戦中の恨み言が書かれた日記の内容に強い衝撃を受け、反戦・反体制の歌詞を書くようになる[12]）。

の三度ある。ただし、いかに苛烈な歌詞であっても高田渡のような諧謔精神を忘れなかった。

### ミュージシャン間の交流
- 桑田佳祐・原由子 - 桑田佳祐はサザンオールスターズとして1983年のライブイベント「北海道スーパージャム'83」でRCと共演し、サザンが演奏した後がRCの出番であり、桑田は客席でそれを見た際に涙を流し、その理由を「(RCは)全然変な力が入ってなくて、まったくオーソドックスなことをやってるのね。こっち（サザン）は意識してキメ作ってビッカンビッカンやってるのに」「要するに昔と変わらないRCというか、不滅なもの、伝統的なものに完全に負けちゃったなと思ってね」と著書で語った[13]。また、清志郎の話によると、ライブの打ち上げで桑田は清志郎に対し「俺の昔のオンナに似ているんですよね」「顔、姿、それにしぐさまで。もー、何から何までそっくりなんです」と話したといい、清志郎は「いったい、どんなオンナなんだ」と感じたという[14]。また、桑田が企画した『メリー・クリスマス・ショー』にも出演している。清志郎が『さんまのまんま』に出演した際に、番組のテーマソングを桑田が制作した話題に触れ、桑田の音楽性・歌唱法を揶揄する発言をし、その回をテレビで見た桑田から電話がかかってきたという。これについて清志郎は「テレビを見て、すぐに電話してくるあたりが、なかなか憎めないヤツだ」と発言した[14]。清志郎の葬儀には原と共に参列し、同日の自身のラジオ「桑田佳祐のやさしい夜遊び」で「数えるほどしか会ったことがないけれど、ワクワクする人でした」と思い出を語り、番組の最後には「ぼくの好きな先生」を生歌で歌唱し、清志郎を偲び[15]、同年に発表された「声に出して歌いたい日本文学 <Medley>」の「たけくらべ」の箇所で清志郎の物真似が挿入された。原由子は横浜のラジオの公開収録で、フォーク時代のRCを初めて見たのがRCを知るきっかけであったと語っており、「初期のRCサクセション」を大好きなアルバムであると述べている[16]。
- THE ALFEE - 3人がブレイクする前からの知人である。特に坂崎幸之助は清志郎の物真似を得意としており、トリビュートコンサートに出演した際、清志郎の物真似を披露している。ただし、桑田佳祐からテレビでアルフィーとのセッションを依頼された際、清志郎は「ヤダよ! 俺はアルフィーなんぞとやるのは。俺にも友達がいる。あんな奴らとテレビで仲良くしているところを見られたら、なんて言い訳すりゃいいんだ? アルフィーにとっちゃ、俺と共演することにはメリットあんだろうけど、俺にはなんの得にもならないよ」とセッションを断った経緯があり、清志郎自身はアルフィーを認めていなかった節があるが[17]、その後、坂崎とはラジオ・テレビなどで何度も共演していることから、考えを改めた可能性もある。奇しくも清志郎の死去した2009年5月2日には、坂崎の実父も亡くなっている。
- 泉谷しげる - RC・古井戸・泉谷の3組は、デビュー前から同じライブハウスの常連であった。RCの曲「あきれて物もいえない」の「どっかのヤマ師」は、泉谷のことを歌っている（泉谷は当時、全く売れなかった清志郎を励ますため、わざと軽蔑していたらしい）。清志郎の死に、真っ先にコメントを寄せたのも泉谷であり、「あいつの死を受け入れることはない」と沈痛な思いをのぞかせた。清志郎への尊敬の念から時折、清志郎を「忌野さん」と呼びながら語ることがある。
- 春日"ハチ"博文 - カルメン・マキ&OZのメンバーとして知られている。かねてより清志郎の音楽性を高く評価しており、不遇時代のRCを自ら主催したライブの前座などに出演させていた。1977年を過ぎた頃から78年にかけて、RCにギターとして度々参加。エレキ化していくRCの発展に一役買った。RCを離れた後も、80年代中盤に清志郎と「ガラム」というユニットで何度かライブ活動を行い、RC末期には再びドラムとして参加している。口癖は「思うにィ〜」と「ちゅーかさ」。ニックネームは春日八郎から来ている。また春日より譲り受けたフェンダー、エスクワイヤーを清志郎は長年愛用した。
- GO-BANG'S - 1983年に結成され、地元である札幌市を拠点として活動していたが、メンバーの森若香織が親の転勤のため、東京に移住したことにより、バンドは自然消滅状態になっていた。それに先がけて、バンドは自分達の音楽活動の記念として曲をテープに録り、札幌市内にある喫茶店兼レコーディングスタジオの「コーヒーハウスミルク（スタジオミルク）」に残していた。このテープをたまたまプライベートで札幌に居合わせ、同店を訪れた清志郎が聴いた。その時、清志郎が放った一言「いいじゃん!!」をきっかけに、メンバーは上京を決心。先に東京に住んでいた森若以外のメンバーを、清志郎が呼び寄せる形で、東京での活動が始まった。まだアマチュアバンドだったGO-BANG'Sのデモテープ制作や演奏方法に、清志郎を始め、RCサクセションのメンバーも色々親身になってアドバイスしたり、スタジオを使わせたりした。そこでレコーディングされたデモテープについて清志郎は「このテープだったら、どこのレコード会社もきっとOKだぜ!」と言い、森若らを励ました[18]。森若は後に「（これらの経緯が）プロデビューの大きなきっかけになった」と語っている。
- 桜井和寿 - 『SPACE SHOWER SWEET LOVE SHOWER 2005』のトリで清志郎が桜井を呼び込み、『ぼくの好きな先生』をセッション。これは、イベント開催前に清志郎が贔屓にしている鹿児島の温泉宿で二人が偶然に同宿することとなり、桜井が清志郎のファンであることを知っている女将の引き合わせで出会い意気投合、その場でセッションする所まで盛り上がり、お互いSWEET LOVE SHOWERへの出演が決定していたため当日もセッションすることが決まった、という経緯による。その後清志郎は桜井や小林武史らが中心となって主催するap bank fes 2006、2008にそれぞれ出演することを予定していたが、いずれも体調不良により出演キャンセルとなっている。なお、予定していた楽曲は桜井がボーカルを務めるbank bandにより当日演奏された。
- ザ・クロマニヨンズ - 甲本ヒロトと真島昌利はTHE BLUE HEARTS、THE HIGH-LOWS、ザ・クロマニヨンズを通して清志郎のステージにゲスト参加するなど、交流を持っている。ハイロウズ時代には忌野清志郎30周年記念RESPECT!のステージで「テクノクイーン」を演奏した。また、甲本は清志郎の「REMEMBER YOU」でダブルボーカルを取っている。
- 渋さ知らズ - 清志郎と親交のあるミュージシャンが多く関わっており、2004年1月10日のライブ（DVD『ALLD OF SHIBUSA』に収録）では、清志郎も、ほら貝とボーカルで参加。
- ジョニー・サンダース - 伝説的なパンクバンド、ニューヨーク・ドールズの元ギタリスト。RCのアルバム『COVERS』にゲスト参加している。サンダースの最後となったライブをたまたま見に行っていた清志郎は、ステージに上げられてアンコールを1曲共演した。サンダースは、その数週間後に死去した。
- ソウル・フラワー・ユニオン - メンバーの中川敬、伊丹英子、奥野真哉、高木克がRCサクセション、ザ・タイマーズのファンであったことを公言しており、現在は追悼の意味を込め「ぼくの好きな先生」をライブレパートリーにしている。一時ライブで「国王ワノン一世の唄」「金もうけのために生まれたんじゃないぜ」等をカバーしたこともある。ソウル・フラワー・アコースティック・パルチザンのリクオは2・3'Sのライブメンバーでもあった。
- 竹中直人 - 俳優。清志郎、仲井戸の大ファンで映画のみならず、ステージでも度々共演を果たしている。ブレーク前からの友人でもあり、付き合いは長く深く、竹中がホスト役を務めるラジオ番組にも、清志郎や仲井戸は度々ゲスト出演し、清志郎は病気療養中にも出演していた。古井戸ファンの竹中は藤原ヒロシと結成した古井戸のコピーバンド「高井戸」でも活動を行なっていた。清志郎の本葬では、自ら弔辞を読み上げた。
- De-ga-show - 片山広明と林栄一を中心としたフリー・ジャズ・バンド。清志郎は、同バンドの2作目『続デ・ガ・ショー』のライナーノーツを執筆し、「俺も参加させろ」「片山、なんで俺をさそわないんだよ」と書いた所、本当に共演アルバム『Hospital』を発表する運びとなった。
- トータス松本 - ウルフルズのボーカリスト。14歳の頃、友人より勧められたRCサクセションのLP「RHAPSODY」から音楽に興味を持ち、デビュー直後から清志郎の影響を公言している。楽曲を度々カバー、ライブでも清志郎と共演するなど、親交は深い。
- 間寛平 - プライベートでも清志郎と交友があり、2001年のミニアルバム「ジャングル野郎」では清志郎から曲を提供された。レギュラー出演している「探偵!ナイトスクープ」では、清志郎を連れて探偵レポートをしたこともある。2006年2月25日大阪城ホールで行われた清志郎主催のロックンロール・イベント「新 ナニワ・サリバン・ショー」では、シークレットゲストとして登場した。しかしアースマラソン挑戦中の2009年、寛平はアメリカのカンザス州において、電話で清志郎の訃報を知り、声を上げ号泣した。そのシーンは当時の日本テレビでの特番で放送された。
- 氷室京介 - BOØWY結成前に参加していたバンドに嫌気が差し、辞めて帰郷することを決意したが、帰る前に日比谷野外音楽堂で行われたRCのライヴを観て、「もう一度バンドをやろう」と思い直した。そして布袋寅泰を誘い、結成したのがBOØWYである。
- ヒルビリー・バップス - 楽曲「バカンス」を清志郎から提供された。なお、同バンドのVo.宮城宗典の自殺後に行われた追悼コンサートでは、「いなくなったヤツよりも残された人のために」という名言を吐いて清志郎自身が、この曲を歌い上げた。
- ブッカー・T&ザ・MG's - 清志郎が尊敬するオーティス・レディングのバックバンドとして活躍した。また、単独でもインストゥルメンタル作品を発表している、世界的に評価されているバンド。清志郎のソロアルバム『MEMPHIS』のバックを担当し、ツアーも行なった。その後も清志郎はギタリストのスティーヴ・クロッパーと親交を深めて行き、クロッパーをプロデューサーとして迎えた『夢助』などを発表している。
- ブルーデイ・ホーンズ - 梅津和時、片山広明によるホーンセクション。両人は、多彩なソロ活動を行いながらもRC及びソロ転向後の清志郎と活動を共にした。
- 三浦友和 - 俳優。清志郎の中学時代からの友人で、東京都立日野高等学校でも同窓生だった。デビュー前のRCに参加しパーカッションを担当、その後も三浦はRCサクセションのライブに飛び入り出演したり、発売禁止となったアルバム『COVERS』にも参加していた。毎年1〜2回は清志郎が酒を持って三浦の自宅を訪ね、夜通し酒を酌み交わして旧交を温めていた。
- 森川欣信 - オフィスオーガスタの社長。キティレコードのディレクターだった頃にRCの『RHAPSODY』を手がけた。アコースティックトリオだった頃からのRCの大ファンであり、清志郎とは公私に亘って親しい。連野城太郎のペンネームで『GOTTA! 忌野清志郎』を執筆した。
- 矢野顕子 - 度々共演している清志郎の友人。以前はニューヨークと日本でファクスでのやり取りをしていた。近年は矢野の「ひとつだけ」をよくデュエットしている（スタジオ・アルバムでは、矢野の『はじめてのやのあきこ』(2006年)に収録）。矢野の楽曲「湖のふもとでねこと暮らしている（DOWN BY THE LAKE, LIVING WITH MY CAT）」（『LOVE LIFE』収録）はRCのナンバー「山のふもとで犬と暮らしている」のアンサーソングと言われている。また、矢野は清志郎のことを歌った「きよしちゃん」という楽曲もステージで披露している（清志郎の死後、『音楽堂』(2010年)に収録）。月刊カドカワで連載されていた「月刊アッコちゃん」では、早朝に「起きろー!!」と大書きされたファックスが送りつけられていたエピソードを紹介している（角川文庫刊・「月刊アッコちゃん・峠のわが家編」に掲載されている）。また、「最近、連続紙使用（相手方の記録紙がなくなるまで）を編み出したとか」というエピソードを紹介している。
- 山口冨士夫 - 日本の伝説的なロックバンド、村八分のギタリスト。度々ステージで共演したり、RCのアルバム『COVERS』にもゲスト参加している。
- 吉田拓郎 - 1971年、拓郎が定期コンサートを開催していた時に、よく前座を務めていたのがRCサクセションだった。清志郎は当時、拓郎が嫌いで、出番が終わると顔も見ないで帰っていたという。しかし、拓郎は清志郎を「音楽の世界ではスペシャルな男、リハーサルとかに彼が入ってくるだけで雰囲気が変わる」と高く評価していた。吉見佑子がアルバム『シングル・マン』の再発に業界を奔走した時も、拓郎は「オレはRCが好きだ」と自身のラジオ番組でRCの曲をプッシュしていた。後に清志郎は拓郎に「こころのボーナス」（アルバム『ハワイアン ラプソディ』収録）を提供した。

### 主な事件
- 1973年、ニッポン放送で生放送された、『吉田拓郎 バイタリスフォーク・ビレッジ』のゲストコーナー（この箇所は事前録音）に参加した時、吉田から、インフォマーシャル的に、「普段は整髪料は何を使ってますか?」と聞かれると、本来はライオン系のヘアケア製品（バイタリスorエメロンなど）を挙げるべきを、忌野は「MG5（資生堂）」と返し、単独協賛社のライオン歯磨からクレームがついたとされる（「MG5事件」）。なお幸いこの箇所は事前収録だったこともあり、編集処理でカットされている[19]。
- 1982年6月14日、生放送番組「夜のヒットスタジオ」（第709回）にRCサクセションとして出演した際、曲の最中に暴れ回ったり、司会者とのトーク時より噛み続けていたガムをテレビカメラに向かって吐きかけるなどの悪ふざけをし、更にそのことで視聴者へ謝罪する司会者の後ろで舌を出したり、顔をしかめるなどしたことから、テレビ局に抗議の電話が殺到。その数は500件近くに上ったと言われている。
- 1988年、東芝EMIから発売予定だったRCのアルバム『COVERS』が、原発問題を取り扱った歌詞などがネックとなり、急遽発売中止に。後にレコード会社を替えて、ようやく発売された（詳細は『COVERS』の頁を参照のこと）。
- 1999年、パンク・ロック風にアレンジした「君が代」を収録したアルバム『冬の十字架』がポリドールから発売される予定だったが、同年8月に国会で成立した国旗・国歌法を巡る議論に巻き込まれることを危惧した同社が発売を拒否。結局、販売をUKプロジェクトにし、インディーズのSWIM RECORDSレーベルから発売された。
- 2000年、SWIM RECORDSレーベルから発売予定だったラフィータフィー名義の『夏の十字架』は、インディーズ商人の実態を揶揄した「ライブ・ハウス」という曲中で、暗に批判されたライブハウス・下北沢QUEのオーナーが激怒、同店と系列関係にあるUKプロジェクトの逆鱗に触れ、インディーズからも販売中止という前代未聞の事態となった。奇しくも、同曲が批判するインディーズ業界の問題点が実証された形となった。同アルバムは、最終的にSWIM RECORDSから発売・販売された。
- 2002年6月1日、FM802開局13年記念イベント「JAPANESOUL」に三宅伸治と共に、それぞれ長間敏（おさまびん:ウサーマ・ビン・ラーディンの捩り）、神田春（かんだはる:アフガニスタンのカンダハールより）と名乗ったデュオ「アルカイダーズ」として出演。米国9.11テロに関連した曲を演奏したが、放送ではカットされた。
- 2003年4月22日、日本武道館で開催された「アースデイ・コンサート」（TOKYO FM等、JFNに加盟する全国のFM各局に生放送）に出演した際、当初予定になかった「君が代」や「あこがれの北朝鮮」の替え歌（発売当時の金賢姫をキム・ヘギョンに変更するなどした）などを歌い、会場を騒然とさせた。混乱が心配されたが、直後に出演した佐野元春による「自由に歌える国に生まれてよかった」という発言や、佐野やバンドの冷静な演奏にイベントは救われた。なお、演奏された曲の一部はイベント開催の趣旨説明等に差し替えられ、その部分が放送されなかった。因みに清志郎はその後、アースデイコンサートに呼ばれてはいないが、佐野は翌年も参加している。

### その他のエピソード
- 右利きであるにもかかわらず、左手でハンドマイクを握るようになったのは、まだオーティス・レディングをレコードで聴いたことしかなかった頃、数少ないステージ写真で「オーティスが左手でマイクを握っていた」のがきっかけだったが、後に、かつて見ていた写真が、実は裏焼きされた物だったことを知り、愕然としたという。
- RCサクセション時代、千葉県神野寺で飼育されていた虎2頭が逃げ出すという事件があり、マザー牧場でのライブ（1979年8月4日）が中止になった。清志郎は警察に「虎を殺すな!」と電話で訴えたが、結局2頭とも射殺され、一連の騒動が鎮静化。RCサクセションはその後、渋谷屋根裏で「虎追悼コンサート」（1979年9月15日）を行なっている。
- 清志郎が高校三年の時、担任の先生（「ぼくの好きな先生」のモデルとなった美術教師）から卒業式の後「自分が本当にやりたいことがあるなら、結婚はするな」と真剣な顔で言われたことが頭から離れず、30代後半まで独身だった。その先生が初めてライブに来てくれた時に、そのことを伝えると「君はもういいんだよ」と言ってくれたため、不遇時代より交際を続けていた「石井さん」と結婚した[20]。
- 長男・竜平（たっぺい）が生まれたことが大変嬉しかったらしく、1989年のライブではMC中に突然「♪oh- タツ、魔法のタツが生まれたぞ お父さん子だよ」とPP&Mの「Puff,the magic dragon」の替え歌を歌う親バカぶりを披露していた。ただし、聴いている観客は何のことか解からず、きょとんとしていたため、「なんでもありません」とつぶやいて次の曲へと移った。1991年には忌野清志郎&竜平名義でソノシート『あこがれのソノ・シート』（「タッペイくん」「竜平くんとお父さん」「おやすみなさい」の3曲を収録、「おやすみなさい」はビートルズのカバー）をファンクラブ限定で発売した。また、和田誠が企画した「オフ・オフ・マザーグース」というアルバムでは、長男を含め、二人の子供達と一緒に「フェル先生」という曲を歌っている。
- 「音楽で生計を立てられなければ絵描きになるしかなかった」と本人が言うほど画才があり、清志郎自身のアルバムジャケットや書籍の表紙等を描いている。毎年恒例の日野高校OB展にも作品を出品していた。死後には「個展 忌野清志郎の世界」という展覧会も行われ、画集も発売されている[21]。生前最期の作品という、真の意味での遺作は、意外にも楽曲ではなく絵画で、前述のデビュー39周年を記念して描かれた一旗ウサギの『39!BABY』[8]がそれに当たる。この作品は、描かれた日付が2009年3月となっており、文字通り清志郎のラストメッセージとなった作品である（「Oh! RADIO」は2009年2月完成とされている）。
- 東京都の出身でありながら、愛知県（名古屋市）から日本プロ野球（NPB）のセントラル・リーグに加盟している中日ドラゴンズを、1992年頃から熱心に応援していた。
  - 中日の応援を始めたきっかけは、1991年から活動していたバンド名（「忌野清志郎 & 2・3'S」）にちなんで、NPBで阪神タイガースを除く11球団に「背番号23を付けた（当時の）現役選手のレプリカユニフォーム」の提供を呼び掛けたことにある。阪神では吉田義男が現役を引退した翌年（1970年）から（現役時代に一貫して付けていた）背番号「23」を「永久欠番」として扱っているが、他球団で忌野の呼びかけに応じたのは中日だけで、当時背番号「23」を着用していた川又米利のレプリカユニフォームが球団から実際に届けられたという[注釈 4]。このような経緯から、当時日本テレビ系列の『ズームイン!!朝!』で放送されていた「プロ野球いれコミ情報」に向けて、中日が放送前日の公式戦に勝利していた場合に流すBGMとして「おはよう川又さん」という楽曲を提供。やがて、「忌野清志郎」名義でのライブを名古屋市内で催した際に、川又本人をゲストへ招くに至った。ちなみに、中日は（前述したアルバム発売中止騒動が起こった）1988年にセントラル・リーグでの優勝を星野仙一監督の下で果たしたものの、監督が高木守道に代わった1992年には最下位（6位）でシーズンを終えている。
  - ライブの映像を収録した『Screaming Revue』などでは、忌野が中日のユニフォーム・ヘルメット姿でライブに出演していたことを映像で確認できる。
- 初期の頃は、肝沢幅一のペンネームで作曲をしていたこともある。清志郎の父親が、沢田研二のことをなぜか決まって「肝沢幅一」と間違えていたことから。
- メンフィス名誉市民。
- 1男1女の父親であった。
- 特に自慢話を好む性格ではないが、冗談交じりに自慢していた例として、高校の同級生だった三浦友和の事を語る際に「あいつ（三浦友和）にギターを教えたのは俺だ」というのがある。
- 高校三年の時、通学もろくにせずにギターばかり弾いているのを母親が「息子が音楽に夢中になっていって、将来が心配です」と朝日新聞の「身上相談」コーナーに投書し、それが実際に掲載されたことがある[22][23][24]。忌野がデビューすると、母親は本人が載った雑誌をみんな買っていた[24]。
- 2007年から神奈川県三浦市で開催されている音楽イベント『ロックの学園』では"校長"となっており、「忌野清志郎校長室」が一般公開されている。開校当初（第1回）から現在もなお"出張中"という設定で、校訓は「愛し合ってるかい?」。
- 自転車愛好家で、仕事先が都内であれば自転車で通っていた[25]。
- 「音楽以外で収入を得るのは負け」という考えを持っていた。
- 国政選挙の投票制度そのものに批判的な考えを述べていた爆笑問題の太田光に「君みたいな影響力のある人が、選挙行くななんて言ったらいけないよ」「政治に無関心なんて言ってると、君の息子なんかが戦争に行っちゃうわけよ」と諭し考えを改めさせた[26][27]。
- 「上を向いて歩こう」をカバーしたことがきっかけとなり生前に交流があった永六輔が2016年に死去した際、お別れの会に「忌野清志郎」名義で献花が行われた[28]。

## 主な参加バンド・ユニット等
- RCサクセション （1968年 - 1991年）
- 忌野清志郎+坂本龍一 （1982年）
イエロー・マジック・オーケストラの坂本龍一とのコラボレーション。シングル『い・け・な・いルージュマジック』
- DANGER （1984年-1985年、1994年、2003年、2004年）
梅津和時のどくとる梅津バンドとの共演作2枚目の時に使用したユニット名。共演作1枚目のアルバム『DANGER』から名付けられた。ライブ・エイドの日本放送版にも出演する一方で、「天才・たけしの元気が出るテレビ!!」に楽曲提供をするという両極端の活動を行った。1994年、アケタの店20周年記念イベントで一夜限りの再結成。2003年・2004年に梅津のイベントで突然復活した。
清志郎（ボーカル）、梅津和時（アルトサックス）、片山広明（テナーサックス）、早川岳晴（ベース）、菊池隆（ドラム）
- ローリング・ミストーンズ・レビュー （1985年）
清志郎のプロデュースイベント「真夜中の雰囲気一発」（新宿シアターアップル）の際に結成した企画バンド。ローリング・ストーンズと、ボブ・ディランの「ローリング・サンダー・レヴュー」を混ぜたもの。泉谷と組んだ初のユニット。
清志郎・泉谷しげる（ボーカル・ギター）、石田長生（ギター）、早川岳晴（ベース）、菊池隆（ドラム）
- 忌野清志郎 & The Razor Sharps （1987年）
ロンドン録音のアルバム『RAZOR SHARPS』制作メンバー（イアン・デューリーのバンド「ブロックヘッズ」等）の一部を携えたソロツアー時のバンド。ツアーの一部はライブアルバム・ライブビデオに収録された。
清志郎（ボーカル）、ジョニー・ターンブル（ギター）、マーク・ベッドフォード（ベース）、チャーリー・チャールズ（ドラム）、ミッキー・ギャラガー（キーボード）、デヴィット・ペイン（サックス）、ジェフ・ミラー（トランペット）
- THE TIMERS （1988年 - 1995年）
誰もが正体を分かりきっている覆面バンド。最初の活動以降、清志郎曰く「結局何も変わらなかった」「怒りでなにかを歌ってもむなしいだけ」と失望して[29]活動を休止していたらしいが、1994年に再結成。一部の楽曲はのちに清志郎の持ち歌になった。
清志郎によく似たZERRY（ボーカル、ギター）、三宅伸治によく似たTOPPI（ギター）、川上剛によく似たBOBBY（ベース）、杉山章二丸によく似たPAH（ドラム）
- サディスティック・ミカ・バンド（1989年）
桐島かれんをボーカルに招き再結成して生まれたアルバム『天晴』の2曲目「脳にファイアー!Brain's On Fire」にバックコーラスとして参加。
- SMI （1990年）
所属レコード会社東芝EMIのイベント「ロックが生まれた日」（1990年4月28日・30日）のために結成したユニット。ユニット名はEMIのもじりで、メンバーのイニシャルを並べたもの。実際のイベント時には小林和生（ベース）、ケニー・モズレー（パーカッション）がサポートに回った。パープル・ヘイズ音頭は元々このユニットの曲。
清志郎（ボーカル、ギター）、坂本冬美（ボーカル）、三宅伸治（ギター）
- HIS（1990年 - 1991年）
前述のSMIを受けて結成したユニット。当時日本で起こっていたワールドミュージックブームの一端を担った。2007年、坂本のシングルに清志郎・細野が楽曲提供を行い、その楽曲のテレビライブの際にはバックも務めた（実質的な再結成）。
清志郎（ボーカル、ギター他）、細野晴臣（ベース他）、坂本冬美（ボーカル）
- トーサンズ （1991年）
「パパの歌」の企画盤「パパのカラオケ」レコーディング時のユニット。
清志郎（ボーカル）、浜口茂外也（パーカッション）
- ハバロフスク＆マフィア （1991年）
福岡・海の中道海浜公園での「ACOUSTIC REVOLUTION」（1991年8月25日）の際に井上陽水らと結成したユニット。
清志郎・井上陽水（ボーカル・ギター）、高中正義（ギター、ウクレレ）、細野晴臣（ベース）、チト河内（ドラム）、原田裕臣（パーカッション）、佐藤正治（パーカッション）
- 忌野清志郎 & 2・3'S （1991年 - 1994年）
ジョニー・サンダースの追悼ライブ（川崎クラブチッタ）のために結成したバンドで、その後も恒常的に活動した。初期はトーサンズからの洒落でニーサンズとも表記されていた。初期のライブ時にはリクオ（キーボード）が参加。
清志郎 （ボーカル）、山川のりを（ギター）、中曽根章友（ベース）、大島賢治（ドラム）
- Screaming Revue （1994年 - 1995年）
デビュー25周年用に結成した、コーラス・ストリングスを含む不定形の大所帯バンド。ボブ・ディランの「ローリング・サンダー・レヴュー」がアイデアのもととなっている。
1994年6月25日の初ライブ（渋谷公会堂）時のメンバー
清志郎（ボーカル）、三宅伸治（ギター）、川上剛（ベース）、杉山章二丸（ドラム）、白井幹夫（ピアノ）、ホアチョ（パーカッション）
スクリーミングシンガーズ：マチコ、ミキ、久保田洋司
スクリーミングストリングカルテット：太田恵資（バイオリン）、原えつこ（バイオリン）、福森隆（ビオラ）、早川岳晴（チェロ）
- 忌野清志郎 Little Screaming Revue （1996年 - 1999年）
Screaming Revueの縮小版バンド。初期のライブでは厚見玲衣（キーボード）がサポートで参加。
清志郎（ボーカル）、三宅伸治（ギター）、藤井裕（ベース）、富岡義広（ドラム）
- ぴんく （2000年 - 2001年）
「ザ!鉄腕!DASH!!」の企画から生まれた覆面バンド。清志郎が「ざくろ」名義で作詞・作曲したシングル『何度も夢の中でくり返すラブ・ソング』を福岡のレコード・ショップ「カメレオン・レコード」のみで限定販売した。関連ユニットの中で唯一、清志郎がメインではない。
長瀬智也（ボーカル、ギター）、松岡昌宏（ベース、コーラス）、清志郎（ギター、コーラス）、富岡義広（ドラム）
- ラフィータフィー （2000年 - 2001年）
アルバム『ラフィータフィー』制作時のメンバーを中心に結成したバンド。
清志郎（ボーカル）、ジョニー・フィンガーズ（キーボード、ギター）藤井裕（ベース）、上原"ユカリ"裕（初代ドラム）、宮川剛（二代目ドラム）、武田真治（サックス）
- ミツキヨ （2002年）
及川光博とのユニット。及川が楽曲提供を依願し、親交が始まった。このとき清志郎が「どうせならユニット組んでやろうよ」と持ちかけ、音楽ユニット「ミツキヨ」が生まれた。及川は清志郎並みにベイベーを得意とする。
- 清志郎・泉谷・スパイスマーケット （2002年）
泉谷と組んだ最後のユニット。
清志郎（ボーカル・ギター・キーボード）、泉谷しげる（ボーカル・ギター）、三宅伸治（ギター）、Leyona（ボーカル・パーカッション）、KANAME（ベース）、阿部耕作（ドラム）、宮川剛（ドラム）、GENTA（パーカッション・ドラム）
- LOVE JETS （2002年-2003年）
サイクリング用のヘルメットを被った謎の宇宙人バンド（覆面バンド）。「安藤ロイド」というマネージャーを従えている。2002年のフジロックではRCサクセションの「雨上がりの夜空に」を演奏した。2003年7月2日に大阪市の戎橋でゲリラライブを行い、途中でPURAHAが顔出しした[30]。主にインディーズ・レーベル「ジェットブラ下部式会社」から作品を発表。2003年にはアメリカでもデビューしている。
清志郎によく似たPURAHA（ボーカル、ギター）、KANAMEによく似たPYE-RON（ベース）、阿部耕作によく似たPRINCIPAL（ドラム）[31]
- 忌野清志郎 & NICE MIDDLE with NEW BLUE DAY HORNS （2003年 - 2009年）
2003年8月17日の日比谷野外音楽堂ライブで結成し、「TOUR '03-'04 "WANTED"」時に命名。NEW BLUE DAY HORNSはRCサクセション時代のサポートをしていた「BLUE DAY HORNS」（梅津、片山）にちなんでいる。忌野の死後も、ロック葬『忌野清志郎 AOYAMA ROCK'N ROLL SHOW』や2009年のフジロック・フェスティバルなどに出演。
清志郎（ボーカル）、三宅伸治（ギター）、中村きたろう（ベース）、厚見玲衣（キーボード）、宮川剛（初代ドラム）、江川ゲンタ（二代目ドラム）、梅津和時（アルトサックス）、片山広明（テナーサックス）、渡辺隆雄（トランペット）

## 使用機材
- フェンダー・エスクワイヤー
1963年製-フロント・ピックアップ（ギブソンP-90）が追加された2ピックアップ仕様。ブリッジは6連サドルの物に交換されている。これらの改造は購入時にすでに施されていた。元は春日博文がロサンゼルスで入手したもの。1980年ごろから仲井戸麗市が使用し、PLEASEのジャケットでも同氏が抱えているのが確認できる。1983年ごろから再び清志郎が使用し出す。ヘッド裏にスティーブ・クロッパーのサインが入っている。
- ギルド Bluesbird M-75
1960年代後期製-1981年作BLUEのジャケットで抱えている。同年ローリング・ストーンズの公演を観るためロサンゼルスを訪れた際に購入。ピックガードはレスポール・タイプに交換されている。
- ギブソン・レスポール スタンダード58 
1970年代前期製-本来はストップバー・テールピースが装着されているがバダス・ブリッジに交換されている。1971年〜1973年という短期間のみ生産されたモデルで、1976年の写真に本機を抱える姿が収められているので、その間に購入したものと思われる。
- ギブソン トリニ・ロペス スタンダード
1964年製-1991年に三宅伸治とともに三鷹楽器で見つけたが、その場では購入せず、改めてスタジオで試奏し購入した。
- ギブソン ES-340TD
1969年製
- ギブソン・フライングV ヘリテージ・コリーナ
1980年代製

## ディスコグラフィ
RCサクセションの作品はRCサクセションのディスコグラフィの項目を参照。

### シングル
1. い・け・な・いルージュマジック （1982年2月14日） - 忌野清志郎+坂本龍一
2. S.F. （1986年3月21日） - 忌野清志郎, JOHNNY, LOUIS & CHAR
3. AROUND THE CORNER 曲がり角のところで （1987年2月4日）
4. E-JAN （1987年9月5日）
5. デイ・ドリーム・ビリーバー （1989年10月11日） - THE TIMERS
6. ロックン仁義 （1989年12月13日） - THE TIMERS
7. パパの歌 （1991年5月2日） - 清水建設のCMソングとして使用された。
8. 夜空の誓い （1991年6月28日） - HIS
9. パパのカラオケ （1991年8月9日） - トーサンズ
10. 日本の人 （1991年11月13日） - HIS
11. 世間知らず （1992年2月12日）
12. パパの手の歌 （1992年6月3日） - 忌野清志郎 & 2・3'S　清水建設CMソング第2弾。
13. いつか観た映画みたいに （1992年9月30日） - 忌野清志郎 & 2・3'S
14. お兄さんの歌 （1993年1月20日） - 忌野清志郎 & 2・3'S
15. プライベート （1993年10月27日） - 忌野清志郎 & 2・3'S
16. サラリーマン （1994年5月11日） - 作曲:肝沢福一
17. サヨナラはしない （1995年4月8日） - THE TIMERS - 阪神・淡路大震災・チャリティーソング
18. 君にだけわかる言葉 （1995年11月1日）
19. Good Lovin' （1996年1月31日）
20. 世界中の人に自慢したいよ （1996年4月24日） SPACE SHOWER TV1996年4月度POWER PUSH楽曲
21. パーティーをぬけだそう! （1996年11月25日） - 忌野清志郎と篠原涼子
22. メロメロ （1997年6月18日） - 忌野清志郎 Little Screaming Revue
23. サンシャイン・ラブ （1998年9月23日） - 忌野清志郎 Little Screaming Revue
24. QTU （1999年7月28日）
25. 水の泡 （2001年3月10日） - ラフィータフィー
26. ブーアの森へ （2002年4月24日）
27. ガンバレ日本 （2002年6月12日） - 木梨憲武+忌野清志郎
28. 青い星 （2002年6月19日） - LOVE JETS
29. 強烈ロマンス （2002年10月30日） - ミツキヨ （及川光博とのユニット）
30. 宇宙大シャッフル （2003年7月2日） - LOVE JETS
31. UFO神社 （2003年12月5日） - LOVE JETS
32. ONABE （2004年11月10日） - サルサガムテープ with 忌野清志郎
33. JUMP （2004年11月26日）
34. 雨あがりの夜空に35 （2005年2月9日） - 忌野清志郎 feat.RHYMESTER
35. 愛を謳おう （2005年7月27日） - 忌野清志郎 with 井上陽水
36. 仕草 （2005年12月7日）
37. 走れ何処までも （2009年1月21日）
38. Oh! RADIO （2009年6月17日）- 没後の発売

### アルバム

#### スタジオ・アルバム
1. DANGER （1982年11月25日） - どくとる梅津バンド & 清志郎
2. DANGER II （1985年7月20日） - DANGER
3. RAZOR SHARP （1987年2月25日）
4. THE TIMERS （1989年11月8日） - THE TIMERS
5. 日本の人（1991年7月19日） - HIS
6. Memphis （1992年3月25日）
7. GO GO 2・3's （1992年11月11日） - 忌野清志郎 & 2・3'S
8. Music From POWER HOUSE （1993年10月27日） - 忌野清志郎 & 2・3'S
9. Hospital （1997年3月3日） - Kiyoshiro meets de-ga-show
10. Groovin' Time （1997年7月24日） - 忌野清志郎 Little Screaming Revue
11. Rainbow Cafe （1998年10月14日） - 忌野清志郎 Little Screaming Revue
12. RUFFY TUFFY （1999年7月28日）
13. 冬の十字架 （1999年9月22日） - 忌野清志郎 Little Screaming Revue
14. 夏の十字架 （2000年7月7日） - ラフィータフィー
15. 秋の十字架 （2000年11月11日） - ラフィータフィー
16. ちんぐろ（2003年7月2日） - LOVE JETS
17. KING （2003年11月19日）
18. GOD （2005年3月2日）
19. 夢助 （2006年10月4日）
20. Baby #1 （2010年3月5日）

#### ライブ・アルバム
1. HAPPY HEADS（1987年6月5日） - 忌野清志郎 & The Razor Sharps
2. HAVE MERCY! （1992年6月24日） - 忌野清志郎 + Booker T. & THE MG's
3. GLAD ALL OVER （1994年12月7日） - 忌野清志郎 & 仲井戸麗市
4. 復活!! The Timers （1995年4月26日） - THE TIMERS
5. 不死身のタイマーズ （1995年4月30日） - THE TIMERS
6. 忌野清志郎 完全復活祭 日本武道館 2枚組ライブアルバム （2008年6月18日）
7. WANTED TOUR 2003-2004 KIYOSHIRO IMAWANO （2008年12月17日）

#### コンピレーション・アルバム
1. abcd （1993年6月16日）
2. MAGIC - KIYOSHIRO THE BEST （1994年9月16日）
3. GOODBYE EMI （1998年3月25日）
4. 入門編 （2008年5月28日）
5. 青山ロックン・ロール・ショー 2009.5.9 オリジナルサウンドトラック（2009年7月）
6. sings soul ballads （2011年11月23日）
7. ロックン・ロール～Beat, Groove and Alternate～（2024年3月6日）

### 関連盤
1. 県立地球防衛軍 （1986年3月20日） - 忌野清志郎, JOHNNY, LOUIS & CHAR - 3曲参加
2. 抱きしめたい （1988年4月6日） - 忌野清志郎 & 仲井戸麗市 - 1曲参加（「ドント・レット・ミー・ダウン」のカバー）
3. ぞうのババール （1989年12月8日） - 語り・忌野清志郎、ピアノ・高橋アキによる「読み聞かせCD」
4. ロックの生まれた日 （1990年7月25日） - SMI - 5曲参加
5. 佐山雅弘『HYMN FOR NOBODY』（1995年1月21日） - 1曲参加（「HYMN FOR NOBODY」）
6. GENKI CD （1995年3月29日） - DANGER - 1曲参加 ※レコーディングは1985年
7. 119 オリジナルサウンドトラック （1995年1月11日） - 全11曲中8曲を担当
8. オフ・オフ・マザー・グース （1995年12月20日） - 忌野清志郎、竜平&百世 - 1曲参加 （「フェル先生」の朗読）
9. 村上秀一『Welcome to My Life』（1998年9月30日） - 1曲参加（「We Can Talk」のカバー）
10. ATOM KIDS Tribute to the king "OT" （1998年11月26日） - COSA NOSTRA featuring 忌野清志郎 - 1曲参加（「少年マルス」のカバー）
11. FUJI ROCK FESTIVAL '98 IN TOKYO LIVE （1998年11月30日） - 忌野清志郎 Little Screaming Revue - 1曲参加
12. ババールのしんこんりょこう （1998年12月9日） - 語り・忌野清志郎、ピアノ・高橋アキによる「読み聞かせCD」
13. 3 Views Producers『3 VIEWS』（2000年11月8日） - 1曲参加（「HYMN FOR NOBODY」）
14. 荒木一郎 BEST & BEST ONE NIGHT STAND （2001年9月7日） - 忌野清志郎 & ラフィータフィー - 1曲参加（「今夜は踊ろう」のカバー）
15. Tin Pan『Tin Pan』（2000年11月22日） - 1曲参加（「Hand Clapping Rhumba 2000」）
16. カタクリ家の幸福オリジナルサウンドトラック （2002年2月14日） - リチャード佐川 - 3曲参加
17. 三宅伸治プロジェクト2『Guitar's talk』 （2004年4月1日） - 三宅伸治 & 忌野清志郎 - 3曲参加（カーティス・メイフィールドの「It's All Right」、オーティス・レディングの「FAFAFAFAFA」のカバー等）
18. 天てれ歌まくら〜MTK the 4th〜 （2002年5月18日） - LOVE JETS - 1曲参加
19. 『Are You Jap?!』 （2002年5月22日） - 藤沼伸一の企画盤、1曲参加（「ジライヤ」）
20. 茄子 アンダルシアの夏オリジナルサウンドトラック （2003年7月24日） - 1曲参加（小林旭の「自動車ショー歌」のリメイク版「自転車ショー歌」）
21. 外道 TRIBUTE ゲゲゲの外道讃歌 （2003年10月29日） - 1曲参加（「乞食のパーティー」のカバー）
22. 『真心COVERS』 （2004年9月1日） - 1曲参加（「素晴らしきこの世界」のカバー）
23. 恋の門オリジナルサウンドトラック （2004年9月23日） - 1曲参加
24. YOSUI TRIBUTE （2004年11月10日） - 1曲参加（「少年時代」のカバー）
25. サヨナラCOLOR〜映画のためのうたと音楽〜 （2005年8月6日） - 1曲参加（永積タカシ「サヨナラCOLOR feat.忌野清志郎」）
26. 山下久美子『Duets』 （2005年12月21日） - 1曲参加（「愛の行方」）
27. 矢野顕子『はじめてのやのあきこ』(2006年3月8日) 1曲参加（「ひとつだけ with 忌野清志郎」）
28. 矢野顕子『矢野顕子、忌野清志郎を歌う』(2013年2月6日) - 矢野によるカバー・アルバム
29. 山崎まさよし『FM802 LIVE CLASSICS』（2015年9月23日） - 1曲参加（「トランジスタ・ラジオ w/忌野清志郎」）

### 映像作品
1. HAPPY HEADS LIVE IN JAPAN （1987年6月5日） - 忌野清志郎 & The Razor Sharps
2. HAVE MERCY! （1992年7月15日） - 忌野清志郎 + Booker T. & THE MG's
3. Screaming Revue （1994年9月16日）
4. GLAD ALL OVER （1994年12月7日） - 忌野清志郎 & 仲井戸麗市
5. 不死身のタイマーズ （1995年4月30日） - THE TIMERS
6. RESPECT! （2000年6月14日）
7. ドラムレス ラフィータフィー （2001年6月2日） - ビリ井バンバン
8. 不確かなメロディー （2001年8月6日）
9. WANTED （2004年5月21日）
10. ONE MAN SHOW （2004年7月21日）
11. LOVE JETS 生 （2004年12月25日） - LOVE JETS
12. 2005★GOD Presents ROMANCE GRAY35 （2005年7月6日）
13. 忌野清志郎 完全復活祭 日本武道館 （2008年5月）
14. ブルーノートブルース 忌野清志郎 LIVE at Blue Note TOKYO （2008年8月）
15. 忌野清志郎 LIVE at SPACE SHOWER TV〜THE KING OF ROCK SHOW〜（2010年2月）

### 関連映像作品
- ロックの生まれた日 / various artists（1990年7月） - ユニットSMI名義で4曲収録

## 楽曲提供
| 歌手名                          | 曲名                               | 収録（初出のみ）                                          | 年   | 作詞                                   | 作曲                           | セルフカバー                                                                     | 備考                                                                       |
| ------------------------------- | ---------------------------------- | --------------------------------------------------------- | ---- | -------------------------------------- | ------------------------------ | -------------------------------------------------------------------------------- | -------------------------------------------------------------------------- |
| 井上陽水                        | 帰れない二人                       | シングル「心もよう」                                      | 1973 | 井上陽水 忌野清志郎                    | 井上陽水 忌野清志郎            |                                                                                  | 冒頭部は「指輪をはめたい」の改作とされる                                   |
| 井上陽水                        | 待ちぼうけ                         | アルバム『氷の世界』                                      | 1973 | 井上陽水 忌野清志郎                    | 井上陽水 忌野清志郎            |                                                                                  |                                                                            |
| 井上陽水                        | 野蛮な再会                         | アルバム『永遠のシュール』                                | 1994 | 井上陽水 忌野清志郎                    | 井上陽水 忌野清志郎            | FC限定シングル「大盤振舞狂い咲き」                                               |                                                                            |
| 井上陽水                        | 炎熱の月明かり                     | アルバム『九段』                                          | 1998 | 井上陽水 忌野清志郎                    | 井上陽水 忌野清志郎            |                                                                                  |                                                                            |
| 上田正樹                        | Sweet Soul Music                   | シングル「東京Fun Fun 大阪Sock It To Me」                 | 1980 | 忌野清志郎                             | 忌野清志郎                     | アルバム『PLEASE』                                                               |                                                                            |
| エレファントラブ                | STAY GOLD                          | シングル「STAY GOLD」                                     | 1999 | 忌野清志郎 エレファントラブ            | 忌野清志郎 エレファントラブ    |                                                                                  |                                                                            |
| かぐや姫                        | あの唄が想い出せない               | アルバム『はじめまして』                                  | 1972 | 忌野清志郎                             | 武田清一                       | シングル「キミかわいいね」（RCサクセション）                                     | かぐや姫版とRC版では歌詞の一部が異なる                                     |
| 片山広明                        | 仲間じゃないか<TAEKOに捧ぐ>        | アルバム『そーかなあ』                                    | 1992 | -                                      | 忌野清志郎                     |                                                                                  |                                                                            |
| 加奈崎芳太郎                    | 女よ泣くな                         | シングル「女よ泣くな」                                    | 1979 | 門谷憲二                               | 忌野清志郎 加奈崎芳太郎        |                                                                                  |                                                                            |
| 加奈崎芳太郎                    | 波止場                             | シングル「女よ泣くな」                                    | 1979 | 門谷憲二                               | 忌野清志郎 加奈崎芳太郎        |                                                                                  |                                                                            |
| 加奈崎芳太郎                    | さよならマルガリータ               | アルバム『愛がもしすべてなら…』                           | 1979 | 門谷憲二                               | 忌野清志郎 加奈崎芳太郎        |                                                                                  |                                                                            |
| 加奈崎芳太郎                    | 愛がもしすべてなら                 | アルバム『愛がもしすべてなら…』                           | 1979 | 門谷憲二                               | 忌野清志郎 加奈崎芳太郎        |                                                                                  |                                                                            |
| 加奈崎芳太郎                    | 逃げないでくれ                     | アルバム『愛がもしすべてなら…』                           | 1979 | 門谷憲二                               | 忌野清志郎                     |                                                                                  |                                                                            |
| 加奈崎芳太郎                    | かわいい女                         | アルバム『愛がもしすべてなら…』                           | 1979 | 門谷憲二                               | 忌野清志郎                     |                                                                                  |                                                                            |
| 加部正義                        | 非常ベルなビル                     | アルバム『Compound』                                      | 1983 | 忌野清志郎                             | 忌野清志郎 加部正義            |                                                                                  | 清志郎がボーカルを担当                                                     |
| カルメン・マキ                  | ムーンビーチの砂の上               | アルバム『UNISON』                                        | 1996 | 忌野清志郎                             | 忌野清志郎                     | シングル「大盤振舞狂い咲き」                                                     |                                                                            |
| カルメン・マキ                  | 愛し合えるベッドに…                | アルバム『SPLIT』                                         | 1998 | 忌野清志郎 春日博文                    | 忌野清志郎 春日博文            |                                                                                  |                                                                            |
| 神崎ゆう子                      | 誰もいないX’mas                    | シングル「誰もいないX’mas」                               | 1994 | 忌野清志郎 細野晴臣                    | 忌野清志郎 細野晴臣            |                                                                                  |                                                                            |
| 来生たかお                      | ねがえり                           | アルバム『Dear my company』                               | 2000 | 忌野清志郎                             | 来生たかお                     | シングル「大盤振舞 狂い咲き」                                                    |                                                                            |
| 吉川晃司                        | HONEY PIE                          | アルバム『GLAMOROUS JUMP』                                | 1987 | 忌野清志郎                             | 忌野清志郎                     | アルバム『Marvy』                                                                |                                                                            |
| 郷ひろみ                        | 夢中                               | アルバム『比呂魅卿の犯罪』                                | 1983 | 忌野清志郎 坂本龍一                    | 忌野清志郎 坂本龍一            |                                                                                  |                                                                            |
| 小林克也&ザ・ナンバーワンバンド | 恩赦                               | アルバム『ます』                                          | 1993 | 忌野清志郎                             | 忌野清志郎                     | シングル「プライベート」                                                         |                                                                            |
| 坂本冬美                        | Oh,my love〜ラジオから愛のうた〜   | Oh,my love〜ラジオから愛のうた〜                          | 2005 | 忌野清志郎                             | 細野晴臣                       |                                                                                  | HISのメンバーで制作された                                                  |
| 坂本冬美                        | 幸せハッピー                       | Oh,my love〜ラジオから愛のうた〜                          | 2005 | 忌野清志郎                             | 細野晴臣                       |                                                                                  | HISのメンバーで制作された                                                  |
| 沢田研二                        | KI・MA・GU・RE                     | アルバム『彼は眠れない』                                  | 1989 | 忌野清志郎 小原礼                      | 忌野清志郎 小原礼              | アルバム『Baby ＃1』                                                             | 沢田と清志郎のデュエット                                                   |
| Gee2wo & GL                     | New Song                           | シングル「BΛmp」                                          | 1983 | 忌野清志郎 ゲイロード 柴田義也         | 忌野清志郎 ゲイロード 柴田義也 | アルバム『THE KING OF LIVE』(ライブ版)                                           |                                                                            |
| Gee2wo & GL                     | 忘れられたDJ                       | シングル「BΛmp」                                          | 1983 | 忌野清志郎                             | 柴田義也                       |                                                                                  |                                                                            |
| GIBIER du MARI                  | 神さまへ                           | アルバム『GIBIER du MARI』                                | 2006 | MARI                                   | 忌野清志郎                     |                                                                                  |                                                                            |
| Jamic Spoon                     | Honey Bee                          | シングル「Honey Bee」                                     | 1998 | 忌野清志郎                             | 忌野清志郎                     |                                                                                  |                                                                            |
| ジョニー吉長                    | 不思議な召し使い                   | シングル「不思議な召し使い」                              | 1986 | 忌野清志郎                             | ジョニー吉長                   |                                                                                  |                                                                            |
| ジョニー吉長                    | ICE DOLL                           | シングル「不思議な召し使い」                              | 1986 | 忌野清志郎                             | ジョニー吉長                   |                                                                                  |                                                                            |
| SMAP                            | 弱い僕だから                       | アルバム『SMAP 011 ス』                                   | 1997 | 忌野清志郎                             | 忌野清志郎                     | アルバム『Rainbow Cafe』                                                         | 70年代から忌野がライヴなどで歌っていた曲                                   |
| SOUL OCTOPUS（木村充揮/BORO）   | 道頓堀ブルース〜もうかりまっか     |                                                           | 1994 | 忌野清志郎                             | 忌野清志郎                     |                                                                                  |                                                                            |
| 大徳寺昭輝                      | 流れ星                             | アルバム『天国に続く道』                                  | 1994 | 忌野清志郎                             | 忌野清志郎                     |                                                                                  |                                                                            |
| 竹中直人                        | おぼえてること                     | シングル「ドクトクくん」                                  | 1995 | 忌野清志郎                             | 忌野清志郎                     |                                                                                  |                                                                            |
| 竹中直人                        | 危ないふたり                       | アルバム『Siesta?』                                       | 1997 | 忌野清志郎                             | 忌野清志郎                     | アルバム『Rainbow Cafe』                                                         |                                                                            |
| ダチョウ倶楽部                  | ベジタリアン・ルンバ               | シングル「ベジタリアン・ルンバ」                          | 1994 | 秋元康                                 | 忌野清志郎                     |                                                                                  |                                                                            |
| ちわきまゆみ                    | MOSUKOSI BABY                      | アルバム『ATTACK TREATMENT』                              | 1987 | 忌野清志郎 ちわきまゆみ                | 忌野清志郎                     |                                                                                  |                                                                            |
| TEARDROPS                       | 谷間のうた                         | シングル「谷間のうた-素敵な泉/フラフラ」                  | 1990 | 忌野清志郎                             | 山口冨士夫                     |                                                                                  |                                                                            |
| Tin Pan                         | Hand Clapping Rhumba 2000          | アルバム『Tin Pan』                                       | 2000 | 忌野清志郎 大瀧詠一                    | 大瀧詠一 Tin Pan               |                                                                                  | 大滝詠一「ハンド・クラッピング・ルンバ」の改作カバー                       |
| TOKIO                           | 何度も夢の中でくり返すラブ・ソング | シングル「何度も夢の中でくり返すラブ・ソング/溢れる想い」 | 1999 | 忌野清志郎                             | 忌野清志郎                     |                                                                                  |                                                                            |
| 仲井戸麗市                      | ランタン                           | アルバム『DADA』                                          | 1993 | 忌野清志郎 仲井戸麗市                  | 忌野清志郎 仲井戸麗市          |                                                                                  |                                                                            |
| 永瀬正敏                        | 羊（HITSUJI）                      | アルバム『CONEY ISLAND JELLYFISH』                        | 1993 | 永瀬正敏                               | 忌野清志郎                     |                                                                                  |                                                                            |
| 中森明菜                        | STAR PILOT                         | アルバム『D404ME』                                        | 1985 | ちあき哲也                             | 忌野清志郎 小林和生            | アルバム『HEART ACE』（RCサクセション）                                          | 忌野のアルバムに入っていた曲を中森が気に入り、是非歌わせてほしいと願った。 |
| 根津甚八                        | 仕事なので                         | アルバム『PLAY IT AGAIN』                                 | 1986 | 忌野清志郎                             | 忌野清志郎                     |                                                                                  |                                                                            |
| BICYCLE                         | 牛肉オレンジ                       | シングル「笑ってごらん」                                  | 1991 | 忌野清志郎                             | 忌野清志郎                     |                                                                                  |                                                                            |
| 間寛平                          | ジャングルジム                     | アルバム『ジャングル野郎』                                | 2001 | 忌野清志郎 三宅伸治                    | 忌野清志郎 三宅伸治            |                                                                                  |                                                                            |
| 間寛平                          | やどもり                           | アルバム『ジャングル野郎』                                | 2001 | 忌野清志郎 間寛平                      | 忌野清志郎                     |                                                                                  |                                                                            |
| 間寛平                          | 月光バスボーイ                     | アルバム『ジャングル野郎』                                | 2001 | 山本正之                               | 忌野清志郎 山川のりを          |                                                                                  |                                                                            |
| 原田郁子                        | 銀河                               | アルバム『銀河』                                          | 2008 | 原田郁子                               | 忌野清志郎                     |                                                                                  |                                                                            |
| 樋口可南子                      | 別れたあとも…                      | アルバム『からたちの花が、咲いたそうだよ。〜ka・na・ko』  | 1983 | 忌野清志郎                             | 忌野清志郎                     |                                                                                  | 歌詞に多摩蘭坂が登場する                                                   |
| ヒルビリー・バップス            | バカンス                           | シングル「バカンス」                                      | 1986 | 忌野清志郎                             | 忌野清志郎                     | アルバム『HAPPY HEADS』(ライブ版)                                                |                                                                            |
| 古井戸                          | バスケットシューズ                 | アルバム『オレンジ色のすけっち』                          | 1972 | 忌野清志郎 仲井戸麗市                  | 忌野清志郎 仲井戸麗市          |                                                                                  |                                                                            |
| 古井戸                          | コーヒーサイフォン                 | アルバム『fluid yesterday's』                             | 1972 | 忌野清志郎 仲井戸麗市                  | 忌野清志郎 仲井戸麗市          | アルバム『忌野清志郎 完全復活祭 日本武道館』(ライブ版・チャボ歌唱)               |                                                                            |
| 古井戸                          | あの娘が結婚してしまう             | アルバム『ぽえじー』                                      | 1972 | 忌野清志郎                             | 忌野清志郎                     | アルバム『GO GO 2・3's』(パート2)                                                |                                                                            |
| BLACK JAXX                      | サムライ・ロックス                 | アルバム『Fanatic City』                                  | 2006 | いしだ壱成 忌野清志郎 武田真治 Dragon. | いしだ壱成 武田真治 DJ DRAGON  |                                                                                  | 清志郎がゲストボーカルを務めている                                         |
| MINAKO with WILD CATS           | あなたと、熱帯                     | アルバム『WILD CATS』                                     | 1988 | 松本隆                                 | 忌野清志郎                     |                                                                                  |                                                                            |
| 三浦友和                        | 撃て!                              | アルバム『喜・怒・愛』                                    | 1980 | 三浦友和                               | 忌野清志郎                     |                                                                                  |                                                                            |
| 三浦友和                        | カゴの鳥                           | アルバム『喜・怒・愛』                                    | 1980 | 三浦友和                               | 忌野清志郎                     |                                                                                  |                                                                            |
| ミッキー・カーチス              | モービル                           | アルバム『Mr.RAINBOW』                                    | 1996 | 忌野清志郎                             | 忌野清志郎 三宅伸治            |                                                                                  |                                                                            |
| 水木誠 & ヤング101              | 返事をおくれよ                     | アルバム『ステージ101 ニュー・フォークの世界』            | 1971 | 忌野清志郎                             | 肝沢幅一                       | アルバム『初期のRC･サクセション』 シングル「ぼくの好きな先生」（RCサクセション） | 国立市中区3-1 (返事をおくれよ)                                             |
| 三宅伸治                        | キング・タイガー                   | アルバム『つづく』                                        | 2007 | 忌野清志郎・三宅伸治                   | 忌野清志郎・三宅伸治           |                                                                                  |                                                                            |
| ザ・モップス                    | マイホーム                         | アルバム『モップスと16人の仲間』                          | 1972 | 肝沢幅一                               | 肝沢幅一                       |                                                                                  |                                                                            |
| MOJO CLUB                       | 三重人格                           | アルバム『GAME』                                          | 1991 | 忌野清志郎                             | 三宅伸治                       |                                                                                  |                                                                            |
| MOJO CLUB                       | 月光浴の調べ (ノクターン)          | アルバム『GAME』                                          | 1991 | 忌野清志郎 三宅伸治                    | 忌野清志郎 三宅伸治            |                                                                                  |                                                                            |
| 山下久美子                      | 愛の行方                           | アルバム『Duets』                                         | 2005 | 忌野清志郎                             | 忌野清志郎                     |                                                                                  | Duet with 清志郎                                                           |
| 山本キヨシ                      | ベトコンママ、デルタ No.1          | アルバム『ベトコンママ デルタNo.1』                       | 1995 | 忌野清志郎                             |                                |                                                                                  |                                                                            |
| UNI SEX                         | 今でもOH BABY                      | アルバム『OOH! PIE』                                      | 1991 | 忌野清志郎                             | 忌野清志郎                     |                                                                                  |                                                                            |
| 吉田拓郎                        | こころのボーナス                   | アルバム『Hawaiian Rhapsody』                             | 1998 | 忌野清志郎                             | 忌野清志郎                     | アルバム『冬の十字架』                                                           |                                                                            |
| LIKE UNCOLORED VELVET           | ボード・ウォーク                   | シングル「抱きしめて!」                                   | 2000 | 忌野清志郎                             |                                |                                                                                  |                                                                            |
| RADIO SOUL 20                   | Oh! RADIO                          | FM802 ACCESS! 2009 キャンペーンソング                     | 2009 | 忌野清志郎                             | 忌野清志郎                     | シングル「Oh! RADIO」                                                            |                                                                            |
| リクオ                          | 胸が痛いよ                         | シングル「胸が痛いよ」                                    | 1992 | 忌野清志郎 リクオ                      | 忌野清志郎 リクオ              |                                                                                  |                                                                            |
| リクオ                          | 屋上のアコーディオン弾き           | シングル「胸が痛いよ」                                    | 1992 | 忌野清志郎 リクオ                      | 忌野清志郎 リクオ              |                                                                                  |                                                                            |
| Leyona                          | ダンスミュージック☆あいつ          | アルバム『Clappin'』                                      | 2006 | 忌野清志郎                             | 忌野清志郎                     | アルバム『夢助』                                                                 |                                                                            |
| ロリータ18号                    | ロマンチストIII                    | アルバム『髭忍者』                                        | 1997 | 石坂マサヨ                             | 石坂マサヨ 忌野清志郎          |                                                                                  |                                                                            |
| ロリータ18号                    | ロマンチストIV                     |                                                           |      | 石坂マサヨ                             | 石坂マサヨ 忌野清志郎          |                                                                                  |                                                                            |
| ロリータ18号                    | 神様アタシだけをひいきして下さい   | アルバム『Toy Doll』                                      | 1999 | 石坂マサヨ 忌野清志郎                  | 石坂マサヨ 忌野清志郎          |                                                                                  |                                                                            |
| ワタナベイビー                  | 坂道                               | シングル「坂道」                                          | 1999 | 忌野清志郎 渡辺慎                      | 忌野清志郎 渡辺慎              |                                                                                  |                                                                            |

## 主要ライブ・ツアー
RCサクセションの活動停止以降の初のライブが日清パワーステーション（パワステ）で行われた縁もあり、1994年から1997年の間、パワステで大晦日に「素敵な初詣」というイベントライブを行っていた。1998年から2005年の間はフジロックにも出演、1999年にはフジロックの主催者スマッシュの日高正博の依頼でテーマソング「田舎へ行こう! Going Up The Country」を提供。2002年には異なるバンド・ユニットで3日とも出演するという離れ業を演じた（3日目のLOVE JETSは覆面バンドなので名目上は2日の出演）。
- KIYOSHIRO IMAWANO SOLO TOUR （1987年3月）
- GO GO 2・3'S （1991年11月-12月）
- 忌野清志郎 with Booker T. & THE MG's TOUR 1992 （1992年4月）
- GO! GO! 2・3'S TOUR 1992 （1992年10月-1993年1月）
- 1993 お年玉だよ 2・3'S （1993年1月）
- SWEET 2・3'S POWER TOUR 1993 （1993年10月-1994年1月）
- SPRING STAKES TOUR 1994 （1994年4月-5月）
- 忌野清志郎 Screaming Revue （1995年9月-11月）※学園祭ツアー
- Screaming Revue TOUR '95 （1995年11月-12月）
- 忌野清志郎 TOUR 1996 Little Screaming Revue （1996年2月-4月）
- 学園祭ツアー'96 （1996年10月-11月） - 忌野清志郎 Little Screaming Revue
- Live in Hospital 皐月病 （1997年5月） - Kiyoshiro meets de-ga-show
- TOUR 1997 GROOVIN' TIME （1997年7月-10月） - 忌野清志郎 Little Screaming Revue
- ラブ・ジャム'98 （1998年3月） - 忌野清志郎 Little Screaming Revue
- ラブ・ジャム'98 Vol.2 （1998年9月） - 忌野清志郎 Little Screaming Revue
- TOUR 1998 TRAVELIN' CAFE （1998年11月-12月） - 忌野清志郎 Little Screaming Revue
- TOUR 1999 Winter Rood （1999年10月-12月） - 忌野清志郎 Little Screaming Revue
- マジカデ・ミル・スター・ツアー 2000 （2000年5月） - RUFFY TUFFY featuring 忌野清志郎
- マジカデ・ミル・スター・ツアー 2000 （2000年10月-12月） - RUFFY TUFFY
- マジカデ・ミル・スター・ツアー 2001 （2001年6月-7月） - 忌野清志郎/ラフィータフィー
- TOUR '03-'04 "WANTED" （2003年11月-2004年2月）
- KING SUMMER （2004年8月） - 忌野清志郎 & NICE MIDDLE with NEW BLUE DAY HORNS
- 2005★GOD Presents ROMANCE GRAY 35 （2005年3月）
- 2005 GOD Presents TOUR 35 （2005年5月-7月） - 忌野清志郎 & NICE MIDDLE with NEW BLUE DAY HORNS

## 受賞歴
- 1990年、第32回日本レコード大賞 優秀アルバム賞 (RCサクセション - Baby a go go)
- 1992年、アメリカ合衆国、テネシー州、メンフィス市 名誉市民
- 1995年、第18回日本アカデミー賞 最優秀音楽賞(119)[32]
- 2009年、第51回日本レコード大賞 特別功労賞

## 出演
忌野個人としての出演番組を記載。バンド時代の出演番組に関してはRCサクセション#出演を参照のこと。

### テレビ番組
- THE 地球CONCERT LIVE AID（1985年7月13日、フジテレビ）DANGER
- 天才たけしの元気が出るテレビ （1985年7月28日、日本テレビ）
- オレたちひょうきん族 （1987年2月14日、フジテレビ）
- さんまのまんま（1987年2月頃、フジテレビ）
- ミュージックステーション（1987年3月13日、テレビ朝日）忌野清志郎 & RAZOR SHARPS
- Ryu's Bar 気ままにいい夜（1990年9月9日、TBS）
- 丸井 Catch Up（1990年9月27日、TBS）
- キャッチアップ （1990年、TBS）
- 笑っていいとも（1991年5月2日、フジテレビ）
- ヒットパレード90's（1991年6月7日、フジテレビ）
- ヒットパレード90's（1991年6月28日、フジテレビ）HIS
- G-STAGE（1992年2月7日、フジテレビ）
- ミュージックステーション（1992年2月14日、テレビ朝日）w矢野顕子
- ROCK鳴缶 -でかい音で聞け!!-（1992年2月28日、NTV）
- 笑っていいとも - テレフォンショッキング（1992年3月24日、フジテレビ）
- OIOI PERSONAL COUNTDOWN Ten（1992年3月24日/25日、フジテレビ）
- 放送禁止06ライブ SAKA-O サミット（1992年4月10日、毎日放送）
- 忌野清志郎アワー （1992年10月3日、日本テレビ） - 秋元康企画、堤ユキヒコ演出の特番。当時のバックバンド「2・3's」を率いたライブ演奏を披露。糸井重里や泉谷しげる、井上陽水、奥田民生などもゲスト出演。
- WOOD（1993年4月7日、フジテレビ）w山下洋輔
- 生きる〜EVERYDAY WE HAVE THE BLUES（1994年8月10日、テレビ愛知）w仲井戸麗市
- 新日本探訪 （1994年11月13日、NHK） - ナレーションを担当。
- MEET THE WORLD BEAT '94 （1994年11月13日、スペースシャワーTV）
- INPUT （1995年、NHK） - 本人を追ったドキュメンタリー番組。
- ノックは無用 （1995年9月23日、関西テレビ）
- HEY!HEY!HEY! MUSIC CHAMP（1995年10月23日、フジテレビ）
- HEY!HEY!HEY! MUSIC CHAMP（1996年2月2!日、フジテレビ）
- HEY!HEY!HEY! MUSIC CHAMP（1996年6月10日、フジテレビ）
- HEY!HEY!HEY! MUSIC CHAMP（1996年12月16日、フジテレビ）
- LOVE LOVE あいしてる（1997年2月22日、フジテレビ）
- LIVE '97 ニュースJAPAN YOL～300秒の肖像～（1997年6月6日、フジテレビ）
- 音楽空間アンモナイト（1997年6月12日、テレビ東京）
- HEY!HEY!HEY! 柵の2時間スペシャル（1997年6月23日、フジテレビ）
- AXEL（1997年7月30日頃、テレビ朝日）
- 水曜どうでしょう（1997年9月17日、HTB）
- natural（1998年10月、スペースシャワーTV）マンスリー・ゲスト
- おとこのこ おんなのこ（1998年11月10日、フジテレビ）
- LIVE '98 ニュースJAPAN YOL～神々の宴～（1998年11月13日、フジテレビ）
- HEY!HEY!HEY! MUSIC CHAMP（1998年11月16日、フジテレビ）
- SMAP×SMAP -最強カラオケメドレー（1998年11月16日、フジテレビ）
- LOVE LOVE あいしてる（1998年12月5日、フジテレビ） - LUNA SEAのSUGIZOと共演した。
- ザ!鉄腕!DASH!! （1999年、日本テレビ） - TOKIOの長瀬智也、松岡昌宏らと結成した企画バンド「ぴんく」に参加した際に数回ゲスト出演
- スタジオパークからこんにちは （1999年8月5日、NHK）
- ニュースステーション（1999年9月28日、テレビ朝日）
- スーパーライブ RESPECT!清志郎 （2000年4月6日、NHK-BS2）
- FACTORY8 （2000年10月21日、フジテレビ）  - ゲスト出演の他、司会進行も担当
- Whisky A Go Go at Club Heights 〜忌野清志郎エンターテインメントショー（2000年11月11日、フジテレビCS系）
- たけしの誰でもピカソ（2001年3月9日、テレビ東京）演奏シーンのドラム代役は岡地曙裕(元BO GUMBOS)
- 二十一世紀の音霊 〜少年の宴〜 忌野清志郎（2001年3月28日、CSフジ721）
- the roots of music vol.1 BLUES（2001年12月26日、フジテレビ）ナレーション
- 徹子の部屋（2002年8月14日、テレビ朝日）
- ミュージック・カクテル （2002年10月31日、NHK）ミツキヨ
- ツール・ド・奥の細道 清志郎!1000キロの旅 （2002年12月22日、NHK）
- サイクルロマン ～夢をのせて～（2003年3月11日、フジテレビ）
- コスモ アースコンシャス アクト～アースデー・コンサート（2003年7月5日、フジテレビ）
- ポップジャム（2003年7月頃、NHK）
- KINGさま御生誕53周年記念！忌野清志郎 LIVE SPECIAL（2004年4月2日、Viewsic）
- 巨樹は語る「怪樹　四千年を生きる〜アメリカ・ブリッスルコーンパイン〜」 （2004年10月29日、NHK） - カリフォルニア州ホワイトマウンテンを訪れるドキュメンタリー番組
- 夢・音楽館 -第63回 （2004年11月11日、NHK）w田島貴男
- 笑っていいとも - テレフォンショッキング （2004年12月2日、フジテレビ）
- トリビアの泉 〜素晴らしきムダ知識〜 （2004年12月15日、フジテレビ）
- KIYOSHIRO40th ＆ SPACE SHOWER TV 20th Anniversary 忌野清志郎　LIVE at SPACE SHOWER TV ～THE KING OF ROCK’N ROLL SHOW～（2004年12月15日、スペースシャワーTV）
- 僕らの音楽 （2005年3月5日、フジテレビ）w仲井戸麗市
- 音神GiG TV! -よく分かる忌野清志郎講座～基礎編 （2005年4月14日、テレビ東京）
- 音神GiG TV! -よく分かる忌野清志郎講座～応用編 （2005年4月21日、テレビ東京）
- Char meets 忌野清志郎～TALKING GUITARS #10～ （2005年10月23日、フジテレビNEXT）
- 世界・時の旅人 君はオーティスを聴いたか 忌野清志郎が問う魂の歌 （2006年1月20日、NHK-BShi） - 歌手オーティス・レディングの足跡を訪れるドキュメンタリー番組
- 忌野清志郎 35周年 SPECIAL LIVE 新ナニワ・サリバン・ショー （2006年4月12日、NHK BShi）
- 忌野清志郎 35周年スペシャルライブ （2006年5月12日、NHK-BShi）
- 来日40周年記念 ビートルズ・スペシャルナイト （2006年7月2日、NHK-BS2） - 仲井戸麗市と共にゲスト出演
- 来日40周年記念 ビートルズ・スペシャルナイト （2006年7月2日/8月24日、NHK）
- ThisTime 忌野清志郎 （2006年9月25日、フジテレビ） - アルバム『夢助』制作過程に密着したドキュメンタリー番組
- 忌野清志郎 “This Time” ～ナッシュビルレコーディングに密着。忌野清志郎の魅力にせまる！～ （2006年10月29日、フジテレビ721）
- 札幌市民会館最後の日 コンサート （2007年5月5日、BSフジ）
- SMAP×SMAP （2007年12月10日、フジテレビ）
- ジョン・レノン音楽祭2007 Dream Power ジョン・レノン スーパー・ライヴ （2008年1月1日、BS朝日）
- 忌野清志郎 完全復活SPECIAL （2008年1月13日、スペースシャワーTV）
- SONGS （2008年2月6日、NHK）
- 忌野清志郎 完全復活SP 〜復活への道ドキュメント〜 （2008年4月22日、フジテレビ） [33]
- SONGSベストセレクションIII （2008年5月24日、NHK）
- おもいッきりイイ!!テレビ （2008年12月17日、日本テレビ） - 番組内にて、間寛平が挑戦する世界一周マラソン「アースマラソン」開幕式の生中継にVTR出演。メッセージおよび寛平自身に依頼されて制作した楽曲「走れ何処までも」を披露した。これが生前最後の出演番組となった。
- 筑紫哲也 NEWS23（TBS） - 数度ゲスト出演。「忌野清志郎という生きかた」（1999年11月25日）、「30周年だぜベイベー!忌野清志郎 撮って出し」（2000年3月3日）などたびたび特集が組まれた。'92年には番組のエンディングテーマ曲「NEWSを知りたい」も歌っている。筑紫哲也最後の出演日（2008年3月28日）には、清志郎と筑紫による対談が放送されるなど、親交の深さがうかがえる。
- 愛しあってるかい?〜キング・オブ・ロック 忌野清志郎〜（2009年5月10日、NHK総合） - 死去後に緊急追悼番組として放送された。ライブ映像や過去のNHK出演時の映像などを放送。
- 忌野清志郎、ゴッホを見に行く（2010年12月29日、NHK総合） - ゴッホは、清志郎が油絵に興味を持ったきっかけだった。本物のゴッホの絵に向き合う濃密な時間をドキュメント。

### テレビドラマ
- デザートはあなた （1993年、TBS） - 主人公の友人役
- ボクの就職 （1994年、TBS） - 主人公の義兄の売れないミュージシャン役として出演。自作曲を弾き語る場面がたびたびあり、「エンジェル」「パパの歌」等を披露。また、劇中に登場する架空の食品のCMソングとして、「雨あがりの夜空に」、「競馬場で会いましょう」の替え歌を披露していた。
- ギフト （1997年、フジテレビ） - 主人公の情報屋的役割を持つ引きこもりの犯罪オタク役
- マンハッタンラブストーリー （2003年、TBS） - 謎の男役
- 初恋.com （2003年、日本テレビ） - 工事現場の男役
- ライオン先生 （2003年、日本テレビ） - 謎の画家役
- もっと恋セヨ乙女（2004年、NHK） - 主人公に恋するサラリーマン役
- 野ブタ。をプロデュース （2005年、日本テレビ） - 主人公たちが通う高校の近くの本屋店主役
- 社長をだせ!〜実録・クレーマーとの死闘を制した女（2005年3月24日、日本テレビ）
- 雨宿りの恋〜うさぎと亀より〜 （2006年7月18日、日本テレビ） - 主人公が恋心を抱くダメ男役
- スポンジ・ボブ日本放送版 （2008年、NHK） - 王様役（声優）

### ラジオ番組
- 桑田佳祐のオールナイトニッポン （1985年4月17日、 ニッポン放送） - 泉谷しげると共にゲスト出演
- サウンドストリート 佐野元春MOTOHARU Radio Show（1985年7月29日、 NHK-FM） - ゲスト出演
- 日清パワーステーション （1986年5月11日、 FM東京）'86.4.14 FM東京ホールでの「Kiyoshiro, Johnny, Louis & Char」公開録音
- 氷室京介 SF Rock Station （1987年1月6日、 東海ラジオ） - ゲスト出演
- 明石家さんまのラジオが来たゾ!東京めぐりブンブン大放送 （1987年1月24日、 ニッポン放送） - ゲスト出演
- サウンドビジュアート 坂本龍一 （1987年2月1日、 FM東京） - ゲスト出演
- 小泉今日子のオールナイト・ニッポン （1987年2月頃、 ニッポン放送） - ゲスト出演
- 佐野元春 ザ・ハートランド・アワー （1987年3月1日/8日、 FM横浜） - ゲスト出演
- 高橋幸宏のスタンド・アップ・プリーズ （1987年3月8日頃、 FM東京） - ゲスト出演
- 高井麻巳子 ほほえみメッセージ （1987年3月頃、 ニッポン放送） - ゲスト出演
- 桑田佳祐 My Selection （1987年8月28日） - コメント出演
- サンプラザ中野のオールナイトニッポン （1987年9月4日、 ニッポン放送） - ゲスト出演
- 忌野清志郎の夜をぶっとばせ （1987年11月-1988年12月30日、FM大阪）
- 細野晴臣 マジカル・ブランチ・タイム （1991年4月14日、Kiss-FM） - ゲスト出演
- 2・3'Sのオールナイトニッポン （199x年） - 2・3'Sが毎回担当。清志郎もときどき出演した。
- キッズ・アライブ 渋谷陽一 （1994年5月6日頃、 NHK-FM） - ゲスト出演
- 高田裕子 シンデレラドリーム ミッドナイト☆パーティー（1994年6月8日、 TBSラジオ） - ゲスト出演
- 忌野清志郎・渋谷陽一 Radio Shuffle（1994年10月-1995年9月、bayFM）
- 坂崎幸之助 K's Transmission - J-POP SCHOOL（1998年9月25日、 NACK5） - ゲスト出演
- Daisyworld（1999年6月19日、J-WAVE）
- ビートたけし&浅草キッド 街で一番の男〜ビートニクラジオ（1999年6月21日、 TOKYO FM） - ゲスト出演
- 火曜UP'S 爆笑問題カーボーイ（1999年12月21日、 TBSラジオ） - ゲスト出演
- 恵俊彰のディア・フレンズ（2000年6月29日、 TOKYO FM） - ゲスト出演
- コスモ アースコンシャス アクト～アースデー・コンサート（2003年4月22日、 TOKYO FM系） - ゲスト出演
- ONE NIGHT LIVE STAND（2003年10月26日、NHK-FM） - ゲスト出演
- ミュージックスクエア（2003年11月18日、 NHK-FM） - ゲスト出演
- 伊集院光 日曜日の秘密基地 VIPルーム（2005年2月20日、TBSラジオ） - ゲスト出演
- ミュージックスクエア（2005年3月1日頃、 NHK-FM） - ゲスト出演
- サウンドストリート21（2005年3月29日/4月5日/4月12日/4月19日/4月26日、 NHK-FM）
- ダブルDJショー 細野晴臣 & 忌野清志郎（2005年8月15日、 NHK-FM）
- 音楽の美術館・サウンドミュージアム（2008年6月2日、 NHK-FM） - ゲスト出演

### イベント
- モップス・コンサート （1972年5月27日、久保講堂） - ゲスト出演
- 古井戸コンサート （1976年5月5日、神田共立講堂） - ゲスト出演
- 古井戸コンサート （1978年12月18日、渋谷ジァン・ジァン） - ゲスト出演
- あがた森魚コンサート （1979年1月28日、渋谷ジァン・ジァン） - ゲスト出演
- 上田正樹コンサート （1979年12月22日、杉野講堂） - ゲスト出演
- 憂歌団コンサート （1980年12月26日、御堂会館） - ゲスト出演
- '81 JAM JAM SUNTORY ADE ROCK FESTIVAL （1981年8月2日、大阪南港フェリーターミナル前広場） - ゲスト出演
- 真夜中の雰囲気一発 （1984年8月25日、新宿シアターアプル）
- 真夜中の雰囲気一発 （1984年12月28日、渋谷東映）DANGER、ガラム
- Chabo Band ライブ（1984年11月2日、明治大学） - ゲスト出演
- 真夜中の雰囲気一発 Part.Ⅲ （1985年8月22日、新宿シアターアプル）DANGER、Rolling Mistones Revue
- 泉谷しげるコンサート （1985年5月2日、郵便貯金会館） - ゲスト出演
- 真夜中の雰囲気一発 （1985年11月2日、明治大学）Kiyoshiro, Johnny, Louis & Char、DANGER
- 大阪芸大学園祭（1985年11月4日、大阪芸術大学メインステージ）Kiyoshiro, Johnny, Louis & Char
- Chabo Band ライブ（1985年11月12日、渋谷公会堂） - ゲスト出演
- 一橋大学園祭 （1985年11月23日、一橋大学）Kiyoshiro, Johnny, Louis & Char、DANGER
- ギャツビーライブ IN 武道館 ～THE DAY OF ROCK～ （1985年12月6日、日本武道館）Kiyoshiro, Johnny, Louis & Char
- 日清パワーステーション公開録音 (1986年4月14日、FM東京ホール) Kiyoshiro, Johnny, Louis & Char
- ピンククラウド ライブ（1986年7月20日、沖縄） - ゲスト出演
- イベント (1986年8月1日、福岡) Kiyoshiro, Johnny, Louis & Char
- イアンデューリー LIVE（1986年6月15日、御堂会館・18日、東京後楽園ホール） - ゲスト出演
- 泉谷しげる ライブ （1988年1月21日、インクスティック芝浦FACTORY） - ゲスト出演
- THE COVER SPECIAL（1988年2月6日、渋谷公会堂）
- TEARDROPS ライブ（1988年2月6日、原宿クロコダイル） - ゲスト出演 ジョニーサンダースと共に飛び入り
- 泉谷しげる ライブ （1988年3月18日、大阪国際交流センター） - ゲスト出演
- 小原礼グループ ライブ （1988年6月10日、PIT） - 坂本龍一と共にゲスト出演
- ブロックヘッズ LIVE （1989年2月5日、新宿厚生年金会館） - ゲスト出演
- 佐山雅弘 ライブ （1989年2月7日、六本木PIT INN） - ゲスト出演
- 仲井戸麗市 ライブ （1989年3月2日、横浜教育会館・13日、渋谷公会堂） - ゲスト出演
- VIVA FREEDOM Welcome MANDELE Live（1990年10月28日、世田谷・日大文理学部講堂）
- MITSUBISHI Super Selection Greening Of The World Concert In Japan JOHN LENNON 50th Birthday（1990年12月21日、東京ドーム）
- 広島ピースコンサート '91 （1991年8月6日、メルパルクホール広島）忌野清志郎 & 2･3'S
- Acoustic Revolution Star Stock '91 （1991年8月25日、福岡・海の中道海浜公園）ハバロフスク&マフィア (忌野清志郎、井上陽水、細野晴臣、高中正義、チト河内'sチト・ベック)
- ACOUSTIC REVOLUTION '93 （1993年8月25日、大阪城野外音楽堂）
- FM802 MEET THE WORLD BEAT 1994（1994年7月24日、大阪万博記念公園自然文化園・もみじ川芝生広場）
- GLAD ALL OVER（1994年8月13日、日比谷野外大音楽堂）
- R&R Olympic '94（1994年8月21日、仙台スポーツランドSUGO）
- THE KICK OFF 〜ユニバーシアード福岡大会プレイベント〜（1994年8月27日、福岡ドーム）
- 年忘れ!!忌野清志郎SP 素敵な初詣（1994年12月31日、日清パワーステーション）
- 横尾忠則+細野晴臣 アート・パワー展（1995年11月1日、六甲アイランド神戸ファッションマート9F IOホール）
- 西部講堂屋根改善支援イベント （1996年3月9日、京都大学）
- FM802 MEET THE WORLD BEAT 1996（1996年7月28日、大阪・万博記念公園もみじ川芝生広場）
- GOOD STOCK '96 （1996年8月25日、札幌芸術の森野外ステージ）
- アジア祭 （1996年11月4日、亜細亜大学 武蔵野キャンパス3号館）
- ラブ・ジャム'98 （1998年3月6日、神戸チキンジョージ）
- 日清パワーステーション閉店イベント THE MUSIC NEVER STOPPED NISSIN POWER STATION LAST DAYS（1998年6月30日、日清パワーステーション）
- FUJI ROCK FESTIVAL （1998年8月1日、東京ベイサイドスクエア）
- MIDNIGHT EXPRESS'98～終電から始発まで～ （1998年8月8日、JR京都駅 烏丸中央改札口 大階段）
- MUSIC BAZZAR （1998年9月19日、有明Rainbow Stage）ジョニー・ルイス＆チャーの客演
- an presents GO! GO! ROCK '99（1999年5月2日、豊田市白浜公園野外特設ステージ）
- TIBETAN FREEDOM CONCERT'99 （1999年6月13日、東京ベイNKホール）
- SUPER DREAM LAKE CONCERT 1999 in 水戸（1999年8月21日、茨城県水戸市千波湖畔野外特設ステージ）
- BIG JOHN PRESENTS SPACE SHOWER TV Sweet Love Shower '99 （1999年9月5日、日比谷野音）
- RESPECT!〜The 30th Anniversary of KIYOSHIRO IMAWANO Presented by PONTA & Y3K Project  （2000年3月3日、日本武道館）
- FUJI ROCK FESTIVAL '00 （2000年7月29日、新潟県湯沢町・苗場スキー場）GREEN STAGE
- グレート大エンターテイメント・ショー Whisky A Go Go （2000年10月22日、新宿歌舞伎町 Club Heights）
- Konica presents FM802 SPECIAL REVUE ナニワ・サリバン・ショー -imawano night- （2001年4月26日、大阪城ホール）
- EARTH DAY LOVE （2002年4月22日、SHIBUYA AX）
- FUJI ROCK FESTIVAL '02 （2002年7月27日、新潟県湯沢町・苗場スキー場）FIELD OF HEAVEN(Spice Market)、GREEN STAGE(忌野清志郎＆矢野顕子)
- RISING SUN ROCK FESTIVAL 2002 in EZO （2002年8月17日、北海道・石狩湾新港野外特設ステージ）Sun Stage
- fuzz maniax supported by smart/spring（2002年9月5日、なんばHatch）
- Golden Circle Vol.3 （2002年9月18日、SHIBUYA AX）
- Bread, Water & Music #7 （2002年11月19日、鎌倉芸術館小ホール）
- 続 ナニワ・サリバン・ショー - KING OF ROCK'N'ROLL - （2004年2月27日、大阪城ホール）
- 2005★GOD Presents ROMANCE GRAY35 （2005年3月2日-5日、渋谷PARCO劇場）
- OSAKA ROCK CITY "Fly The Flag"（2005年5月4日、大阪城ホール）
- FUJI ROCK FESTIVAL '05 （2005年7月29日、新潟県湯沢町・苗場スキー場）
- RISING SUN ROCK FESTIVAL 2005 in EZO （2005年8月20日、北海道・石狩湾新港樽川ふ頭横野外特設ステージ）Sun Stage
- JJ CLUB 100 presents SPACE SHOWER SWEET LOVE SHOWER 2005 （2005年9月18日、日比谷野音）
- Dream Power ジョン・レノン スーパー・ライヴ 2005 （2005年10月7日、日本武道館）
- soul of どんと 2006 どんと紅白〜7th Anniversary〜（2006年1月27日、NHKホール）白組トリ
- 新ナニワ・サリバン・ショー（2006年2月25日、大阪城ホール）
- MUSIC DAY 2006/MUSIC ON! TV 風のラプソディ 〜Harmony with the Earth（2006年5月4日、日比谷野音）
- 札幌市民会館最後の日 コンサート（2007年1月31日、札幌市民会館）
- 三宅伸治20周年記念ライブ『BACKしよう』（2007年9月22日、SHIBUYA-AX）
- ジョン・レノン音楽祭2007 Dream Power ジョン・レノン スーパー・ライヴ（2007年12月8日、日本武道館）
- COUNTDOWN JAPAN 07/08（2007年12月31日-2008年1月1日、幕張メッセ国際展示場）EARTH STAGE
- LuckyRaccoon Night vol.2（2008年5月28日、Zepp Osaka）
- ふぁんくらぶっ祭 2008 ～清志郎リターンズ ライブ篇～（2008年7月6日、高田馬場ESPミュージカルアカデミー本館）
- 忌野清志郎 葬儀式 青山ロックン・ロール・ショー （2009年5月9日、青山葬儀所）

### 映画
- デスパウダー （1986年） - Dr Loo役
- お墓と離婚 （1993年） - 墓を買いに来る客の役
- 不確かなメロディー （2000年） ※ラフィータフィーのツアーを追ったドキュメンタリー
- カタクリ家の幸福 （2001年） - 詐欺師リチャード佐川役
- チキン・ハート （2002年） - 主人公のよき理解者、サダ役
- 1980 （2003年） ※カメオ出演 -  タクシーに乗り損ねる会社員
- 恋の門 （2004年） - アパートの謎の住人の役
- ザ・ゴールデン・カップス ワンモアタイム （2004年） ※インタビューイ
- サヨナラCOLOR （2005年） - 高校の同窓会の司会役
- 妖怪大戦争 （2005年） - ぬらりひょん役
- シャウト・オブ・アジア （2005年） ※ドキュメンタリー
- さくらん （2007年） - 遊郭の客役（カメオ出演）
- たみおのしあわせ （2008年） - 変な男役
- 忌野清志郎 ナニワ・サリバン・ショー〜感度サイコー!!!〜（2011年） - ライブ「ナニワ・サリバン・ショー」を映画化。
- 忌野清志郎 ロックン・ロール・ショー The FILM（2015年）

### CM
- 資生堂ルア・リップカラークリエーター、『口紅マジック』 - CMソングは「い・け・な・い ルージュマジック」（忌野清志郎+坂本龍一、1982年春）。
- ダイハツ - バックに「じどうしゃ」と書かれた垂れ幕を配し、RCのメンバーがその前に横一列にやる気なさそうに座っているものであった。放映期間はごく短く、すぐに下記の三菱自動車のCFに取って代わられた。
- 三菱自動車・ミラージュ - CMソングは「ベイビー! 逃げるんだ。」（RCサクセション、1983年）。初期のバージョンでは清志郎自身もCMに出演し「ミツビシってーのが作ったんだぜぃ」と決め台詞を言っている。しかしCMは不評で、当時大流行していたエリマキトカゲが登場するものに代わった。また、THE ALFEEが『星空のディスタンス』のB面曲のラスト付近で「タカミザワってーのが作ったんだぜぃ」と言っている。
- PARCO - RCサクセション時代メンバーと共に出演。さらにHIS結成時にも起用されている。
- エースコック・スーパーカップ - ザ・タイマーズとしてCMソングを提供。その後、2006年に再びCMソングに採用される。
- 清水建設 - CMソングは「パパの歌」（1990年）。清志郎自身も出演。
- 中外製薬・グロンサン - 路上でギターを弾き「幸せになりたいけどがんばりたくない」と歌うシーンが印象的だった。
- 日産自動車・キューブ - 「軽でどうだ！」のCMが印象的だった。

ほか、缶コーヒーやビール、生命保険、携帯電話などCM出演は多数。ナレーターとしての出演や楽曲の使用なども含めると網羅しきれないほどあると言ってよい。

## 著書
- 『エリーゼのために：忌野清志郎詩集』（詩集、彌生書房、1983年／角川文庫、2009年）
- 『忌野清志郎・ニューヨーク・シティ・マインド』（シンコーミュージック、1984年1月）
- 『忌野旅日記』（エッセイ、音楽之友社 1986年／新潮文庫、1993年、新版2019年）
- 『十年ゴム消し』（私小説風エッセイ、六興出版 1987年／河出書房新社 1993年、河出文庫 2000年、新版2009年）
- 『日々の泡立ち：真説RCサクセション』（ロッキング・オン、1991年3月）
- 『生卵　忌野清志郎画報』（河出書房新社 1995年、新版2009年）、デビュー25周年記念
- 『瀕死の双六問屋』（エッセイ集、光進社、2000年[注釈 9]／小学館文庫、2007年／新人物往来社、2012年2月）
- 『竹中直人 フィルムメーカーズ』（キネ旬ムック：キネマ旬報社、2001年）、責任編集を担当
- 『ブーアの森』（せがわきり作の絵本、TOKYO FM 出版、2002年）、清志郎は絵を担当
- 『君が僕を知ってる』（新美敬子の写真とのコラボ詩集、洋泉社、2003年）
- 『おとうさんの絵』（相馬公平作の絵本、マガジンハウス、2003年）、清志郎は絵を担当
- 『Bad Cat』（トレーシー・リーとマクギナス・ケリー作の絵本、ブロンズ新社、2003年）、忌野は翻訳を担当
- 『サイクリング・ブルース』（自転車指南書、小学館、2006年）
- 『ロックで独立する方法』（太田出版、2009年8月／新潮文庫 2019年）
- 『忌野清志郎の世界』（忌野清志郎画、ベイビィズ企画・監修、ぴあ、2009年9月）、画文集＋作家論
- 『ネズミに捧ぐ詩』（KADOKAWA：中経出版、2014年5月）
- 『忌野清志郎 使ってはいけない言葉』（百万年書房、2020年）、デビュー50周年記念

## 関連文献
- 愛しあってるかい RCサクセション（JICC出版局 1981年、新版1988年）
- GOTTA! 忌野清志郎（連野城太郎、角川文庫 1989年）、伝記
- 遊びじゃないんだっ（RCサクセション20周年記念、マガジンハウス 1990年）
- 日々の泡立ち 真説RCサクセション（インタビュー集、ロッキング・オン 1991年）
- 月刊カドカワ「総力特集 清志郎の遺言」（1992年3月号 角川書店）
- ロック画報「特集 RCサクセションに捧ぐ」（2002年10月号 ブルース・インターアクションズ）
- 清志郎（情報センター出版局 2003年）写真家岡部好による、屋根裏時代からの22年間の集大成写真集
- 別冊宝島 音楽誌が書かないJポップ批評 忌野清志郎のブルースを捜して（2006年11月 宝島社）
- 地球音楽ライブラリー 忌野清志郎（TOKYO FM出版 2006年、改訂版2010年）
- KAWADE夢ムック 総特集 忌野清志郎（河出書房新社 2010年）、デビュー40周年記念
- あの頃、忌野清志郎と ボスと私の40年（片岡たまき、2014年 宝島社／2023年 ちくま文庫）、著者はマネジャー兼衣装係
- I LIKE YOU 忌野清志郎（河出書房新社 2019年）、全17名のオマージュ

## 展示会
- 「個展 忌野清志郎の世界」 - 2009年8月22日（土）から9月13日（日）までラフォーレミュージアム原宿（ラフォーレ原宿6階）で開催された。